# Londres
|  | Per al centre financer i històric de Londres, vegeu La City. |

|  | "London" redirigeix aquí. Si cerqueu altres usos, vegeu London (desambiguació). |

Londres (anglès: London) és la capital i ciutat més poblada d'Anglaterra i del Regne Unit. La ciutat, situada a la riba del Tàmesi, al sud-est de l'illa de Gran Bretanya, ha estat un nucli urbà important des de fa gairebé 2.000 anys, quan fou fundada pels romans amb el nom de Londínium. La City de Londres, que conforma el nucli històric de la ciutat, és coneguda com «La Milla Quadrada» (2,9 km²) i encara conserva els seus límits medievals. La Ciutat de Westminster és un districte de Londres-Centre que també té estatus de ciutat. Ocupa gran part de l'àrea central del Gran Londres, incloent-hi la majoria del West End. Es troba a l'oest de la City. El Gran Londres és governat per l'alcalde de Londres i l'Assemblea de Londres.
Londres és una de les capitals del món dels negocis, les finances i centres culturals, i la seva influència en la política, educació, entreteniment, mitjans de masses, moda i art fan de Londres una de les majors ciutats globals. A Londres hi ha quatre llocs que són Patrimoni de la Humanitat: el Palau de Westminster, l'Abadia de Westminster i l'església de Santa Margarida; la Torre de Londres; el lloc històric de Greenwich; i els Jardins Botànics Reials de Kew. La ciutat és una de les majors destinacions turístiques mundials, i la seva popularitat s'ha vist incrementada a causa del creixement econòmic.
Londres té una població molt diversa, amb moltes cultures, religions i s'hi parlen més de 300 llengües. El 2011 la població oficial era de 8.174.100, dins els límits del Gran Londres i és la municipalitat més poblada de la Unió Europea. i l'àrea metropolitana s'estima que té una població d'entre 12 i 14 milions. Londres ha estat la seu dels Jocs Olímpics d'Estiu 2012.
Els principals aeroports de Londres són els de Heathrow, Gatwick i Stansted. També hi ha altres aeroports menors, com el de l'Aeroport de la Ciutat de Londres, el de Luton i el de Southend.

## Història

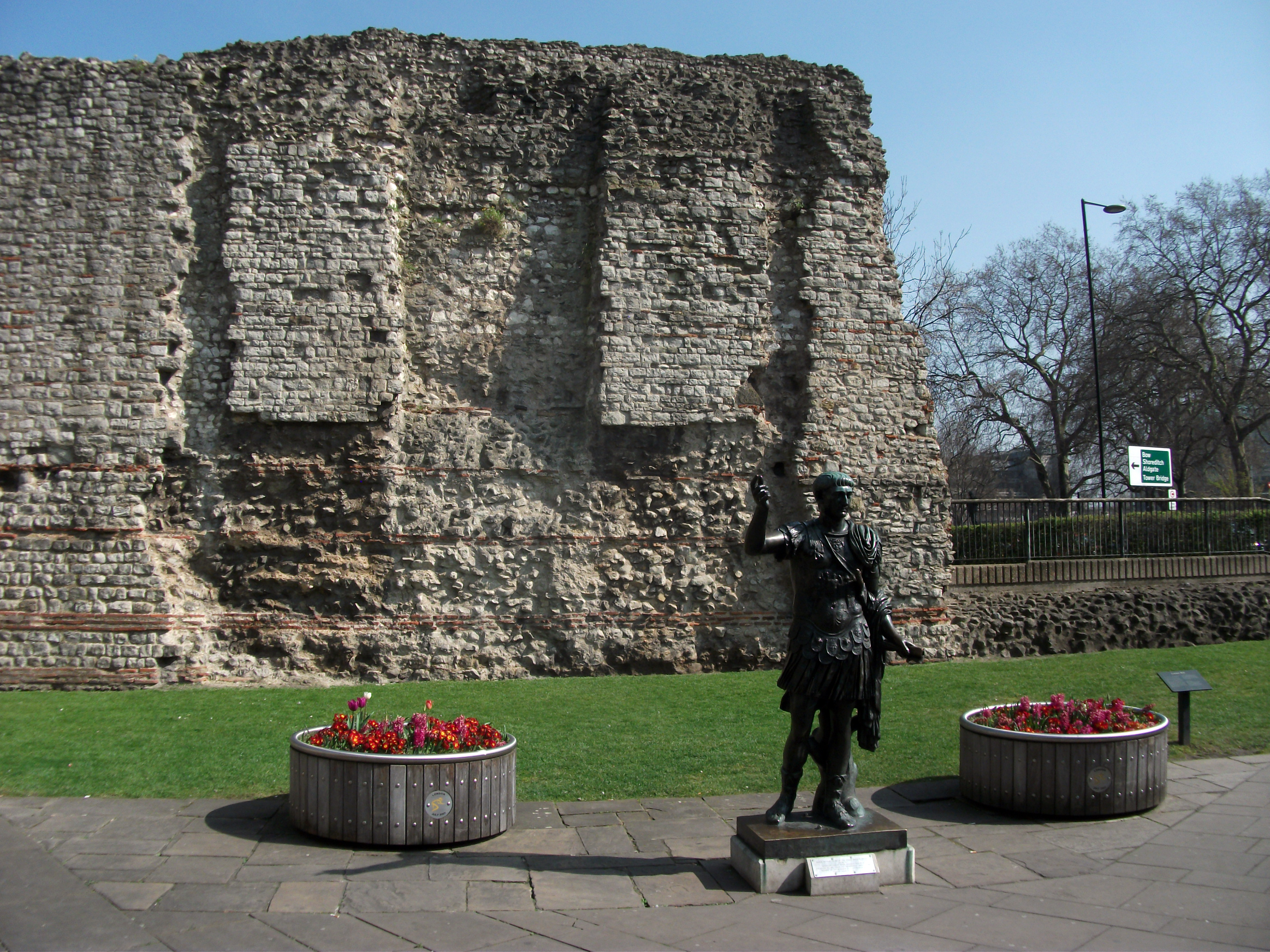
Estàtua de l'emperador Trajà enfront de les restes d'una muralla d'època romana a Tower Hill, Londres.

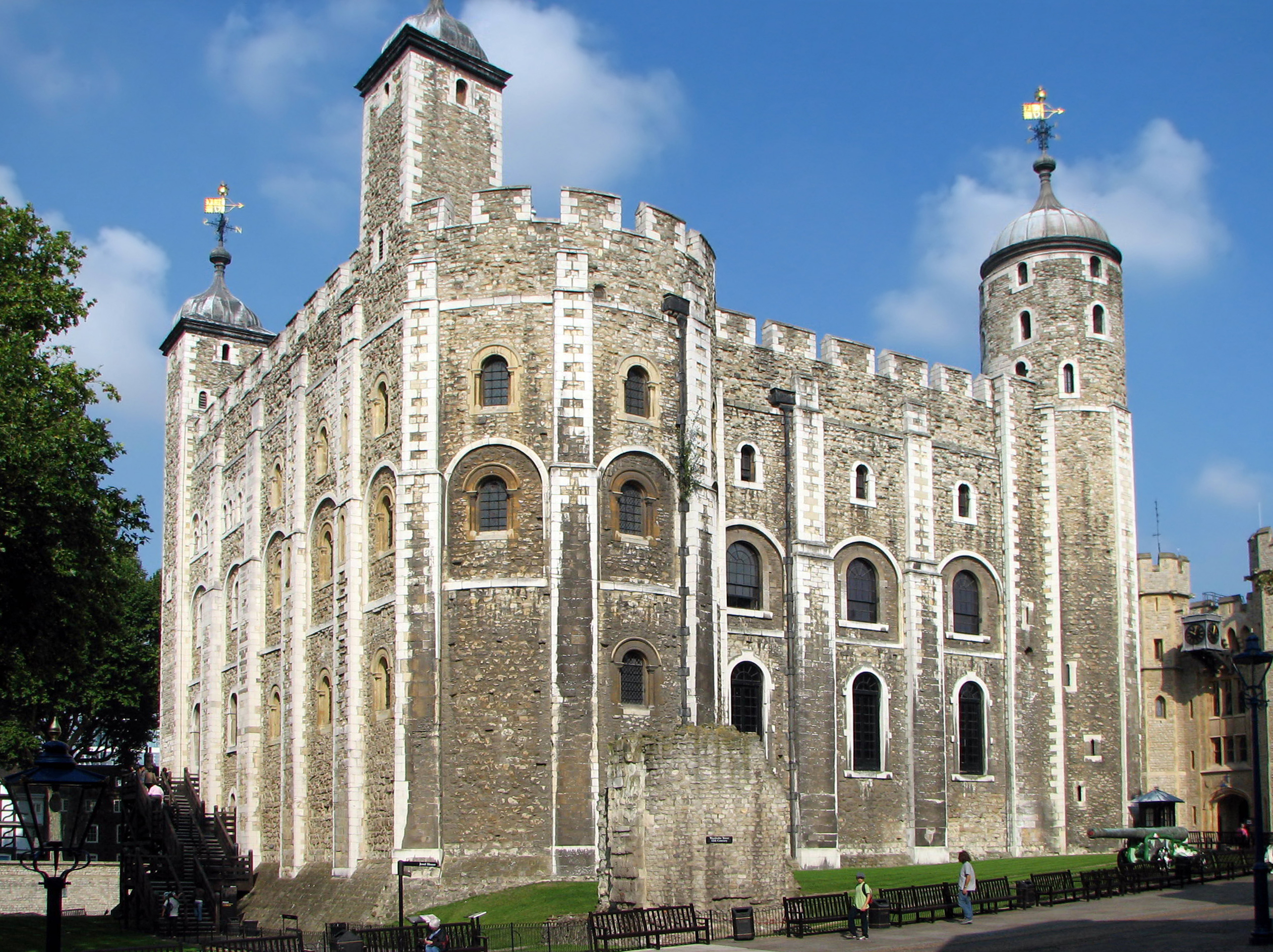
La Torre de Londres, manada construir al per Guillem el Conqueridor.

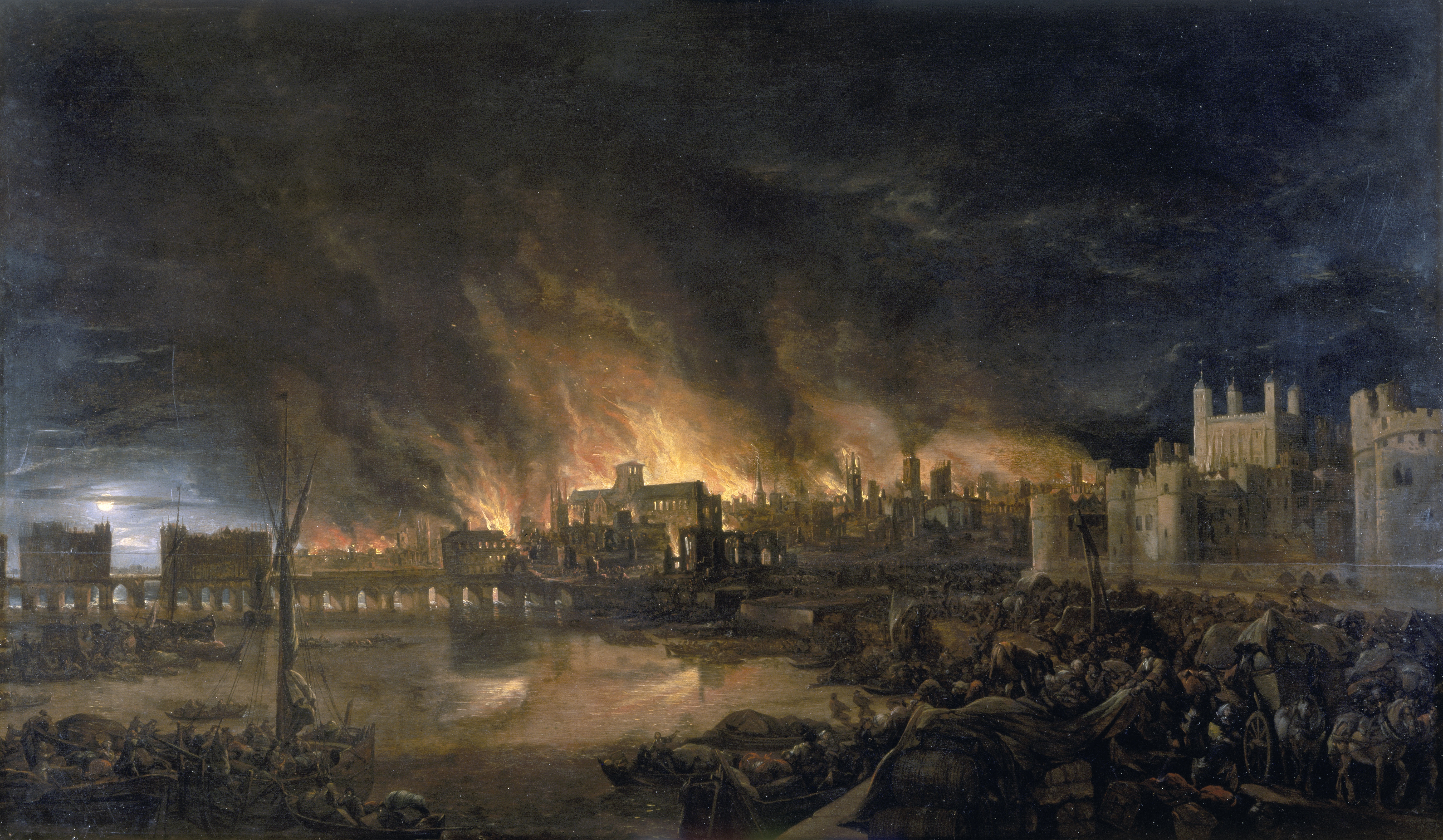
El Gran Incendi de Londres va destruir gran part de la City el 1666.

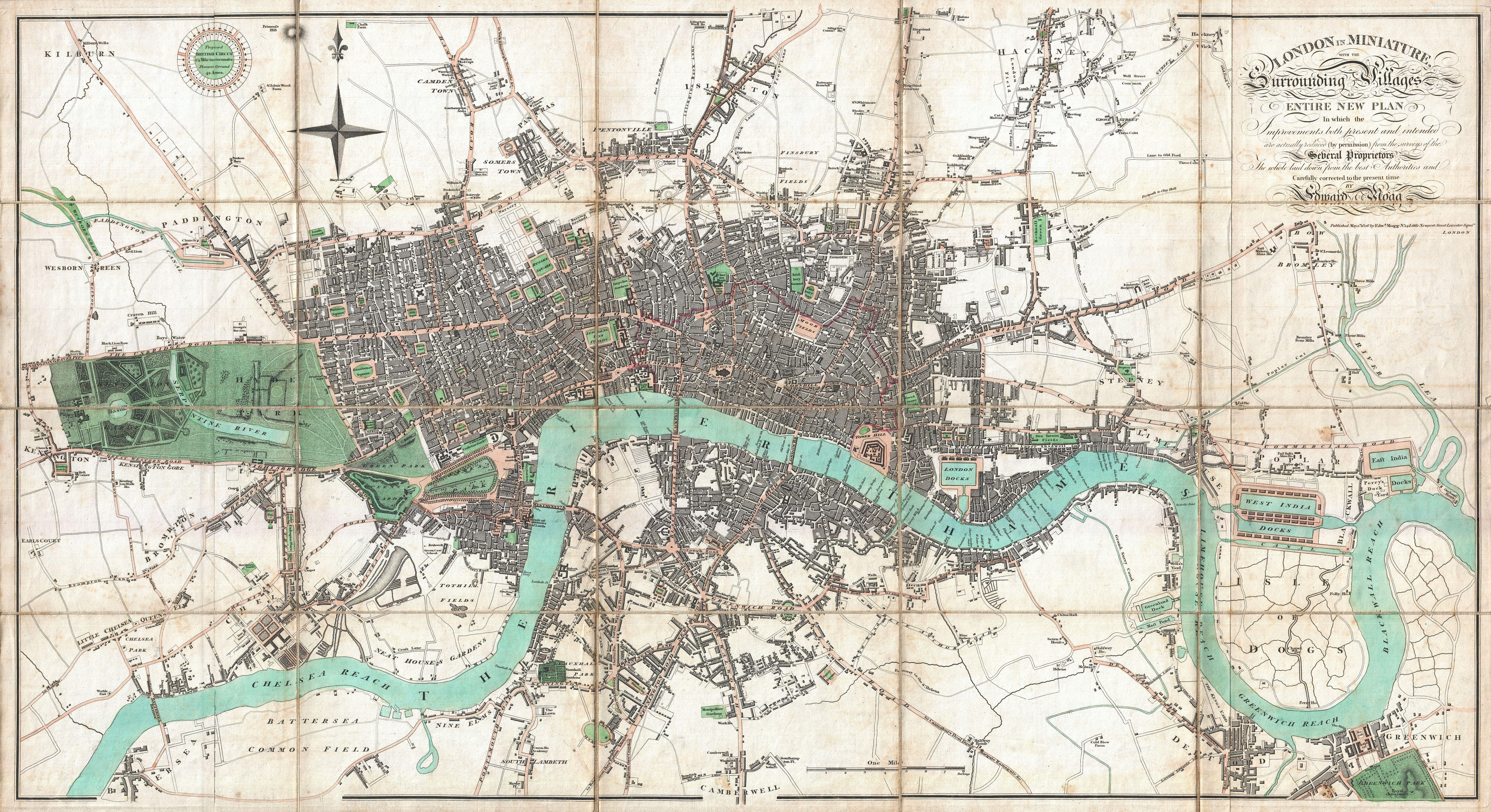
Mapa de Londres el 1806.

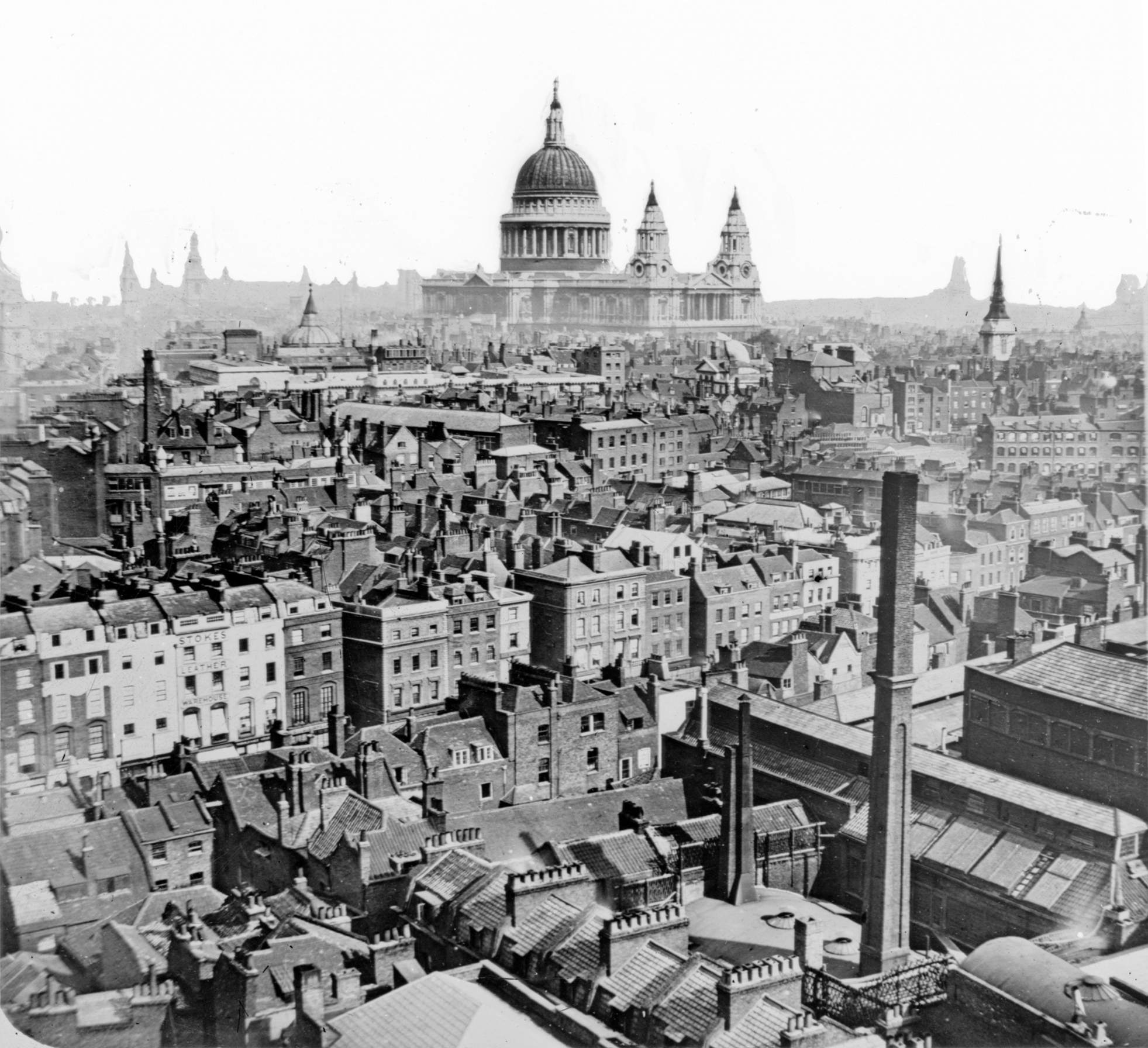
Fotografia de Londres presa al voltant de 1865. Al fons, la catedral de Sant Pau.

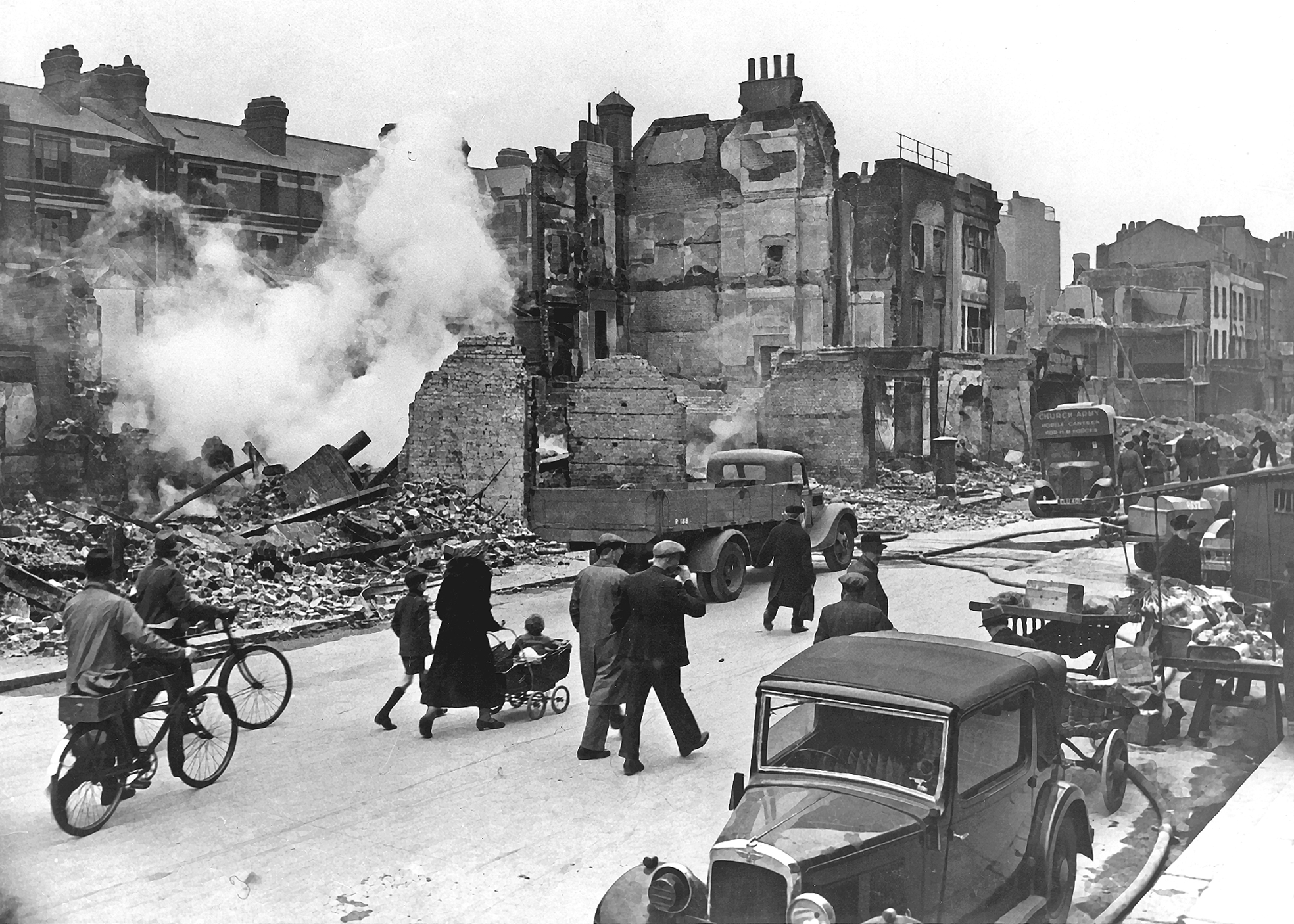
Carrer de Londres bombardejat durant el Blitz de la Segona Guerra Mundial.

Originàriament ciutat cèltica dels cantis (cantii), fou fortificada pels invasors romans, que la van anomenar Londínium i la van fer servir com a port sobre el riu Tàmesi. L'etimologia de London és incerta. És esmentada per primera vegada en temps de Neró quan la ciutat, per la seva situació, va començar a destacar. Les altres ciutats importants eren Verulàmium i Camulodunum. A la darrera es va establir una colònia i a Verulamium  se li va donar el privilegi de municipi, però Londínium sense cap distinció les havia avançat en el comerç. En aquest temps la ciutat no tenia muralles. A la revolta dels britons Camulodunum va ser la primera a ser conquerida i van seguir Londínium i Verulamium.
En els següents anys va conservar la seva importància i va rebre el qualificatiu d'Augusta que es donava a les ciutats distingides. Fou la capital provincial. Després de la derrota d'Allectus els romans van entrar a la ciutat que estava essent saquejada pels soldats francs i altres mercenaris del derrotat.
Els romans la van abandonar al començament del segle v, quan les legions van deixar tota l'illa. Queden encara algunes petites restes de la ciutat romana.
Durant el segle vii la Londínium romana fou abandonada, però molt a prop d'ella s'hi va construir un assentament saxó anomenat Lundenwic, a l'àrea que ara es coneix com a Aldwych. La ciutat romana va ser ocupada de nou cap a finals del segle ix i a principis del x. En el període medieval va créixer la importància de Londres, ratificada també per la catedral de Westminster. En aquesta abadia, des de l'edat mitjana, és on es coronen tots els reis d'Anglaterra des del primer rei normand, Guillem el Conqueridor. La residència dels reis anglesos des del període normand fou el castell fortalesa situat a la Torre de Londres, on avui encara es guarden les joies de la Corona. Amb el pas dels anys, damunt la Londres romana es va desenvolupar el que avui dia és el barri financer (la City), que més endavant, al segle xvii, es va veure enriquit per la construcció de la catedral de Saint Paul per l'arquitecte Christopher Wren, on avui reposen els herois de la nació britànica. Això fou possible arran d'un incendi l'any 1666, que va destruir quasi completament la ciutat.
Londres es va anar expandint, sobretot durant l'anomenada Era Victoriana que va coincidir amb l'explosió i expansió de la Revolució Industrial i el moment àlgid de la colonització imperialista, i ha englobat camps, boscos, viles i pobles i, des de ja abans del 1940, s'estén en qualsevol direcció. El 1825 Londres esdevingué la ciutat més poblada del món, característica que conservaria durant un segle. Durant la Segona Guerra Mundial la capital britànica va patir intensos bombardeigs coneguts com el blitz per part de les forces de l'Alemanya Nazi.
Avui en dia, l'àrea administrativa del Gran Londres (Greater London) cobreix 1.579 km² en 32 municipis (boroughs), amb una població segons el cens del 2001 de 7.172.000 habitants dins del terme municipal (anomenats londinencs) i més de 12 milions de persones vivint dins de l'àrea metropolitana, amb la qual cosa és una de les ciutats europees més poblades juntament amb Moscou, Istanbul i París. L'expansió externa de Londres es va veure notablement alentida a partir de la fi de la Segona Guerra Mundial amb l'adopció de diversos plans d'ordenació urbanística, duts a terme per salvaguardar un anell verd entorn de la ciutat (Green Belt). Des dels anys vuitanta, l'arquitectura de la ciutat ha estat objecte de polèmica: entre els principals opositors del nou estil arquitectònic es troba el Rei Carles III del Regne Unit. 
Després d'haver estat centre de l'Imperi Britànic, la ciutat contribueix avui amb el 17% del PNB d'un país que és la quarta economia més gran del món.
El dia 6 de juliol de 2005 Londres va ser escollida seu dels Jocs Olímpics del 2012. Només un dia més tard, diverses bombes col·locades a la xarxa de transport públic (metro i autobús) per grups islamistes radicals varen esclatar sembrant el terror a la capital britànica amb un balanç de més de 50 morts i prop de 700 ferits. Dues setmanes després, el dia 21, un altre atac fet per terroristes suïcides va sacsejar la ciutat. Aquests dos incidents terroristes dugueren a la policia i forces de seguretat britàniques, i d'altres països, a incrementar la seguretat estatal. La política de disparar a matar seguida per les forces policials a l'hora d'enfrontar-se amb els presumptes autors dels atacs provocaren la mort del ciutadà brasiler Jean Charles de Menezes.

## Govern

### Govern local

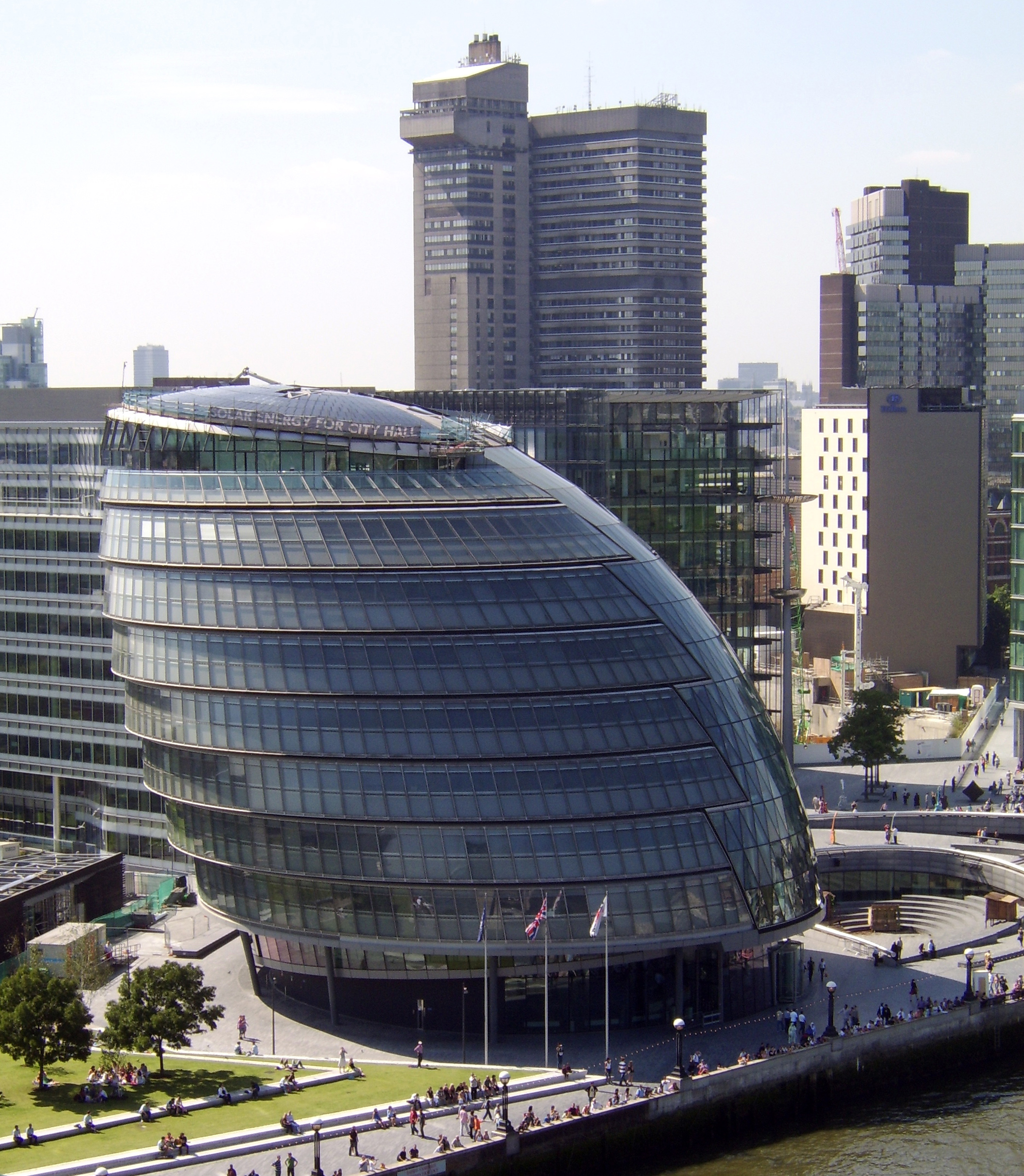
L'Autoritat del Gran Londres té la seu al City Hall (Londres) i comprèn l'alcalde de Londres i l'Assemblea de Londres. Es troba al riu Tàmesi, al districte londinenc de Southwark.

El govern de Londres està format per dos nivells, un a escala ciutat, de nivell estratègic i un a nivell local. A tota la ciutat l'administració és coordinada per l'Autoritat del Gran Londres (GLA), mentre que l'administració local es duu a terme per 33 autoritats més petites. La GLA està formada per dos components elegits, l'alcalde de Londres, que té facultats executives, i l'Assemblea de Londres, qui examina les decisions de l'alcalde i pot acceptar o rebutjar les seves propostes de pressupost anual.
La seu de la GLA és el City Hall (Londres) a Southwark; el primer alcalde de la ciutat fou Ken Livingstone, que ocupà el càrrec entre el 4 de maig de 2000 i el 4 de maig de 2008. El va substituir el Conservador Boris Johnson, que n'ocupà el lloc entre el 4 de maig de 2008 i el 6 de maig de 2016. Actualment, l'alcalde londinenc és el laborista Sadiq Khan, primer batlle musulmà de la ciutat i de les principals capitals de l'Europa occidental. La planificació estratègica de l'alcaldia es publica com el Pla de Londres. Les autoritats locals són els consells dels 32 municipis de Londres i la Corporació de la Ciutat de Londres. Són responsables de la majoria dels serveis locals, com ara la planificació local, les escoles, serveis socials, carreteres locals i recollida d'escombraries. Algunes funcions, com ara les autoritats de gestió de residus, es proporcionen a través d'acords conjunts.
La policia de Londres, amb l'excepció de la Ciutat de Londres, és proporcionada per la Metropolitan Police Service, supervisat per la Metropolitan Police Authority. La ciutat de Londres té la seva pròpia força de policia - la City of London Police. El British Transport Police són els responsables dels serveis de policia als serveis del National Rail i del metro de Londres a la capital.
La brigada de bombers de Londres és el servei oficial de bombers i de rescat per al Gran Londres. Està dirigit per l'Autoritat de planificació i emergències de Bombers de Londres i és el tercer servei de bombers més gran del món. Els serveis d'ambulància del National Health Service són proporcionats pel Servei d'Ambulàncies de Londres (LAS) NHS Trust.

### Govern Nacional
Londres és la seu del Govern del Regne Unit, que es troba al voltant del Palau de Westminster. Molts departaments governamentals es troben a prop d'ell, especialment al llarg de Whitehall, inclosa la residència del Primer Ministre al 10 de Downing Street.

## Municipis del Gran Londres

Districtes (boroughs de Londres

El Gran Londres està dividit en 32 municipis o districtes (anglès: boroughs), que són els següents:
- La City de Londres
- La Ciutat de Westminster
- Kensington i Chelsea
- Hammersmith i Fulham
- Wandsworth
- Lambeth
- Southwark
- Tower Hamlets
- Hackney
- Islington
- Camden
- Brent
- Ealing
- Hounslow
- Richmond upon Thames
- Kingston upon Thames
- Merton
- Sutton
- Croydon
- Bromley
- Lewisham
- Greenwich
- Bexley
- Havering
- Barking i Dagenham
- Redbridge
- Newham
- Waltham Forest
- Haringey
- Enfield
- Barnet
- Harrow
- Hillingdon

## Clima

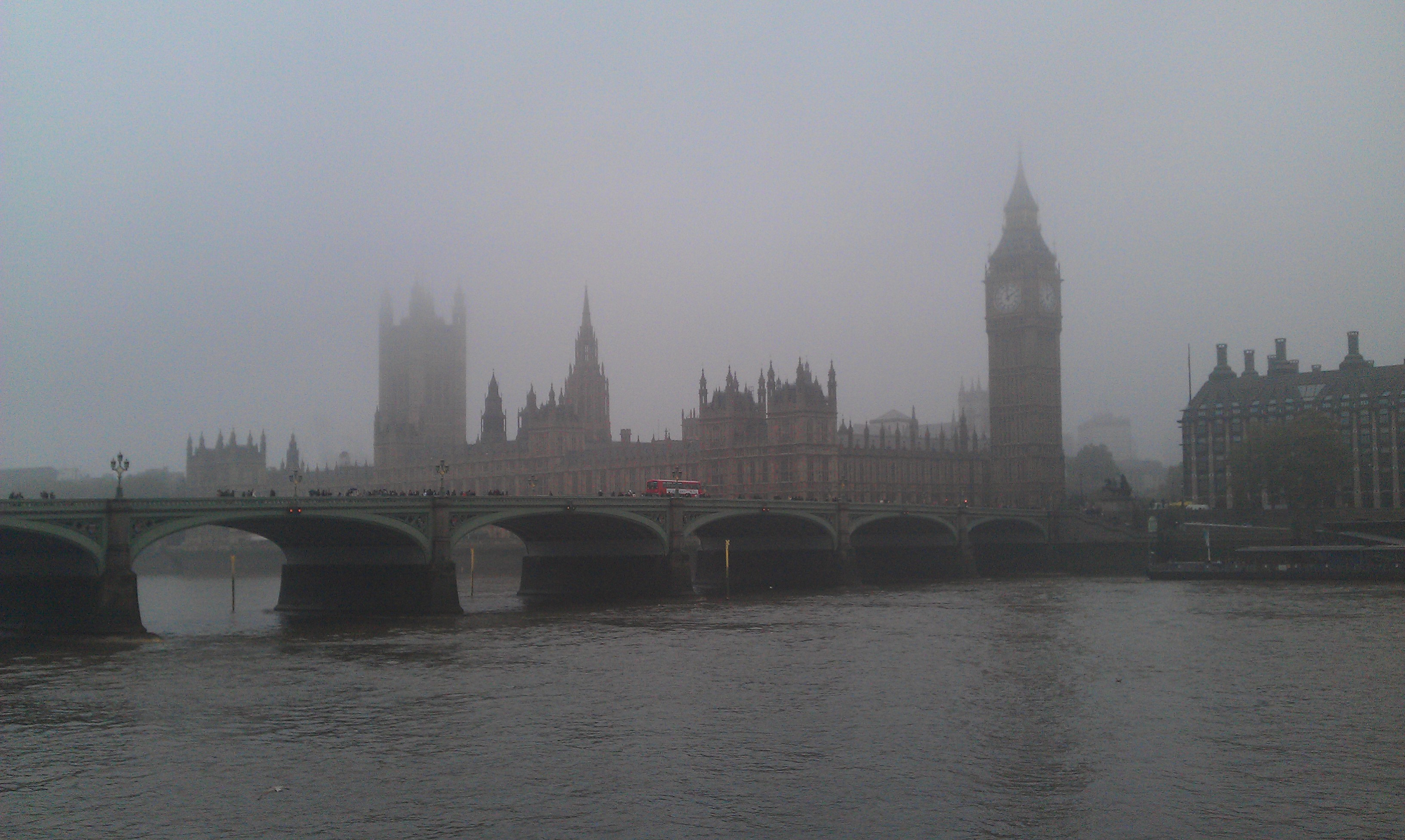
Boira a Londres. Al fons, el Palau de Westminster.

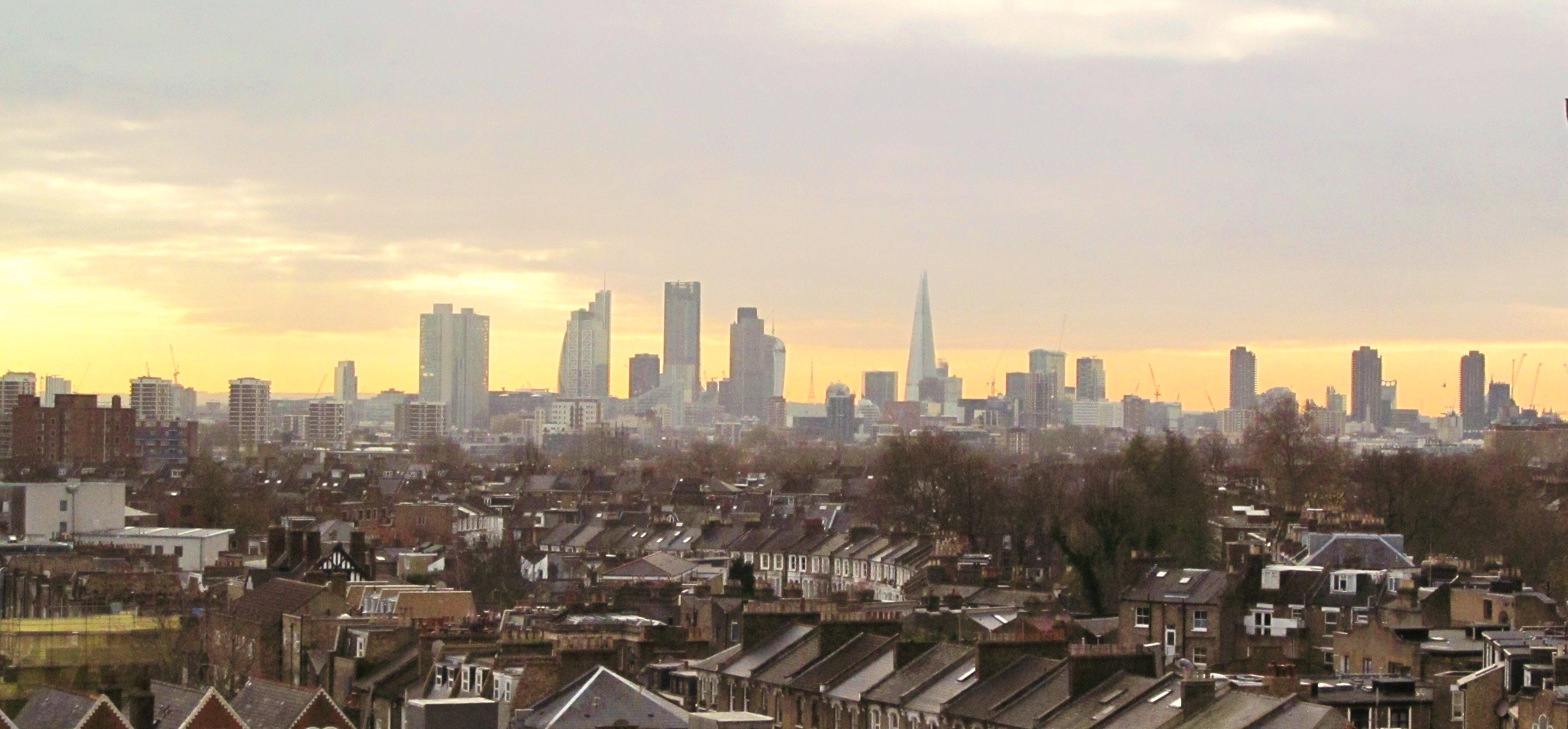
Londres al desembre de l'any 2013.

Malgrat la fama de ciutat molt plujosa el total de precipitació recollida és similar al de Barcelona, la zona més plujosa d'Anglaterra està a l'oest del país. Però clarament els dies amb pluja són molts més que en els climes mediterranis. La neu hi fa acte de presència esporàdicament durant l'hivern però són excepcionals les grans nevades. Els estius són temperats i la màxima absoluta enregistrada és de 40,3 °C assolida l'estiu de 2022.
Londres té un clima oceànic temperat, similar al de la resta del sud de Gran Bretanya. Malgrat la seva reputació de ciutat plujosa, Londres rep menys precipitacions en un any que Roma (834 mm) o Bordeus (923 mm). Els hiverns són freds, amb unes dues gelades per setmana en els suburbis entre els mesos de novembre i març. La neu cau rarament, unes quatre o cinc vegades a l'any entre desembre i febrer, mentre que en els mesos de març i abril pot nevar una vegada cada dos o tres anys. Les temperatures hivernals oscil·len entre els −4 °C i els 14 °C, encara que durant l'hivern de 2010 la ciutat va experimentar el seu rècord sota zero: −14 °C a Northolt i la nevada més copiosa de les últimes dues dècades, que va col·lapsar les infraestructures de transport de la ciutat. Les temperatures més extremes registrades en tota l'àrea de Londres van des de més de 38 °C als −16.1 °C que es van registrar a Northolt el gener de 1962. Abans del segle xx pel que sembla es van registrar temperatures per sota de −20 °C, però es dubta de la precisió d'aquests mesuraments.
Els estius són generalment temperats encara que ocasionalment es donen episodis de dies molt calorosos. Al centre de la ciutat les temperatures solen ser uns 5 °C més altes que a l'extraradi a causa de l'efecte d'illa de calor que crea l'àrea urbana. La temperatura mitjana dels estius londinencs és de 18.5 °C, encara que al voltant de set dies a l'any solen superar els 30 °C i dos dies els 32 °C. Des de juny a agost l'habitual és registrar cada setmana unes temperatures diürnes que oscil·len entre els 18 i 26 °C de màxima.
| Mes                                                                         | gen  | feb  | mar  | abr  | mai  | jun  | jul  | ago  | set  | oct  | nov  | des  |
| --------------------------------------------------------------------------- | ---- | ---- | ---- | ---- | ---- | ---- | ---- | ---- | ---- | ---- | ---- | ---- |
| Temp. màx. mitj. / °C                                                       | 7,2  | 7,6  | 10,3 | 13,0 | 17,0 | 20,3 | 22,3 | 21,9 | 19,1 | 15,2 | 10,4 | 8,2  |
| Temp. màx. absoluta / °C                                                    | 14   | 16   | 21   | 26   | 30   | 33   | 34   | 38   | 30   | 26   | 19   | 15   |
| Temp. min. mitj. / °C                                                       | 2,4  | 2,5  | 3,8  | 5,6  | 8,7  | 11,6 | 13,7 | 13,4 | 11,4 | 8,9  | 5,1  | 3,4  |
| Temp. min. absoluta / °C                                                    | -10  | -9   | -8   | -2   | -1   | 5    | 7    | 6    | 3    | -4   | -5   | -7   |
| Precipitació mitjana / mm                                                   | 53   | 36   | 48   | 47   | 51   | 50   | 48   | 54   | 53   | 57   | 57   | 57   |
| Nombre de dies de pluja                                                     | 14,8 | 10,8 | 13,4 | 12,7 | 12,5 | 10,5 | 10,1 | 10,9 | 10,5 | 11,6 | 14,0 | 13,2 |
| Font : Worldweather.org i BBC Weather Arxivat 2010-12-02 a Wayback Machine. |      |      |      |      |      |      |      |      |      |      |      |      |

## Demografia
Amb la industrialització la població de Londres va créixer ràpidament als segles XIX i XX, tant que durant gran part del segle xix i principis del segle xx va ser la ciutat més poblada del món, fins que Nova York la va superar el 1925. El nombre d'habitants de la capital va aconseguir un pic de 8.615.245 el 1939, immediatament abans de l'esclat de la Segona Guerra Mundial. En la segona meitat d'aquest segle el nombre total va descendir lleugerament, perquè en el cens del 2001 eren 7.192.091. No obstant això, en la primera dècada del present segle el total d'habitants va tornar a créixer fins als 8.173.941 i, segons les estimacions de l'Autoritat del Gran Londres, basades en els naixements, defuncions i patrons migratoris des del cens de 2011, a principis de 2015 es va superar ja el màxim històric de població registrat el 1939.
Cal tenir en compte que els límits de l'àrea urbana s'estenen més enllà de les fronteres del Gran Londres i aquesta sumava 8.278.251 habitants el 2001, mentre que el total de la seva àrea metropolitana es troba entre els dotze i els catorze milions, depenent del compte. Segons Eurostat, l'oficina estadística de la Unió Europea, Londres és l'àrea metropolitana més poblada de tota la Unió Europea i la segona del continent (la tercera si comptem a Istanbul). Solament en la dècada de 1991 a 2001 van arribar a Londres 726.000 immigrants.
La regió londinenca cobreix una àrea total de 1.579 km² i té una densitat de població de 5.177 habitants per km², deu vegades més que qualsevol altra regió d'Anglaterra. En termes de població total, Londres ocupa el lloc dinou entre les ciutats més poblades del món i el divuit en la llista d'àrees metropolitanes. També és la quarta ciutat del món en la qual viuen més milmilionaris (en dòlars nord-americans) i una de les ciutats amb el nivell de vida més car, juntament amb Tòquio i Moscou.

## Economia

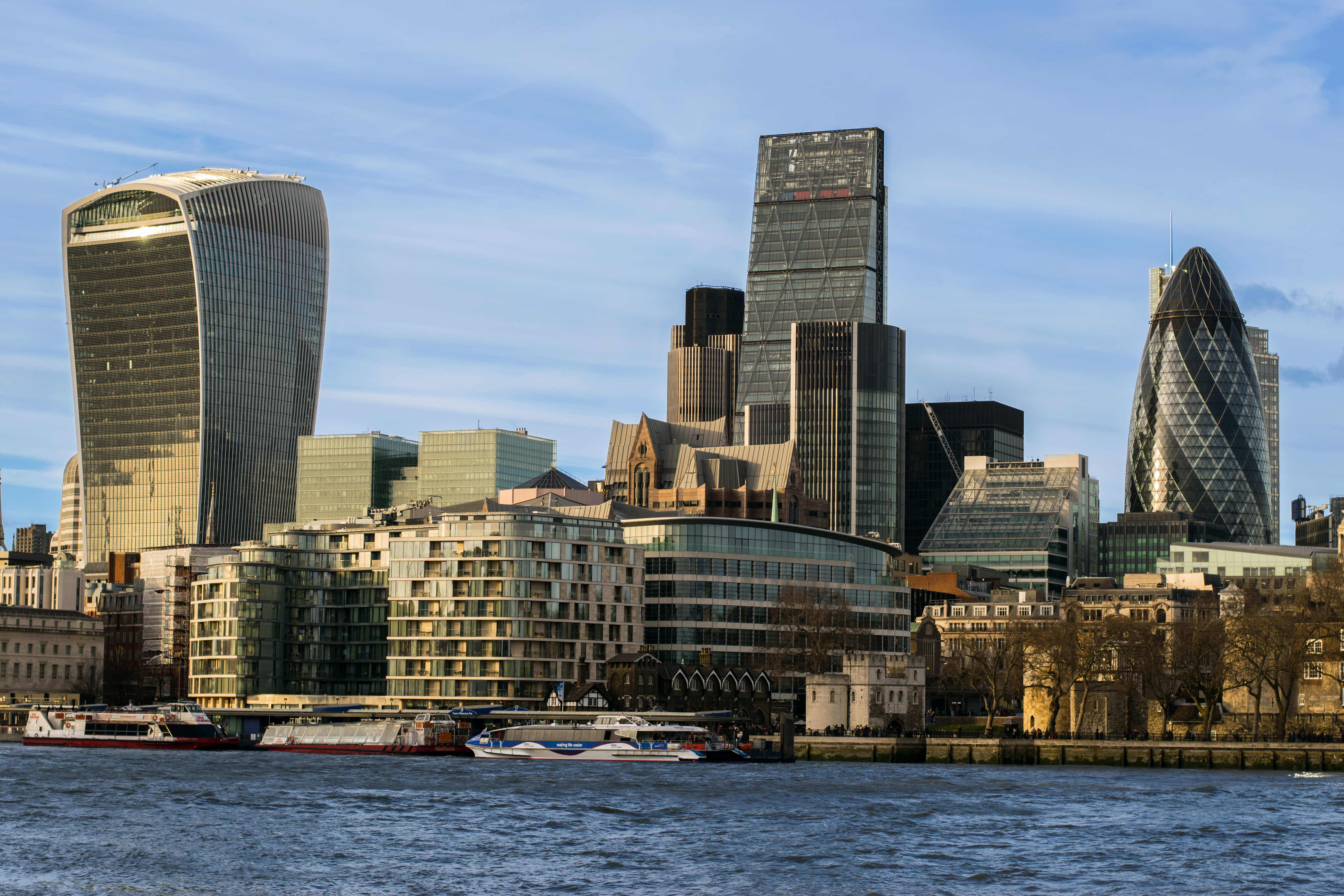
La City de Londres és un dels centres financers més grans del món.

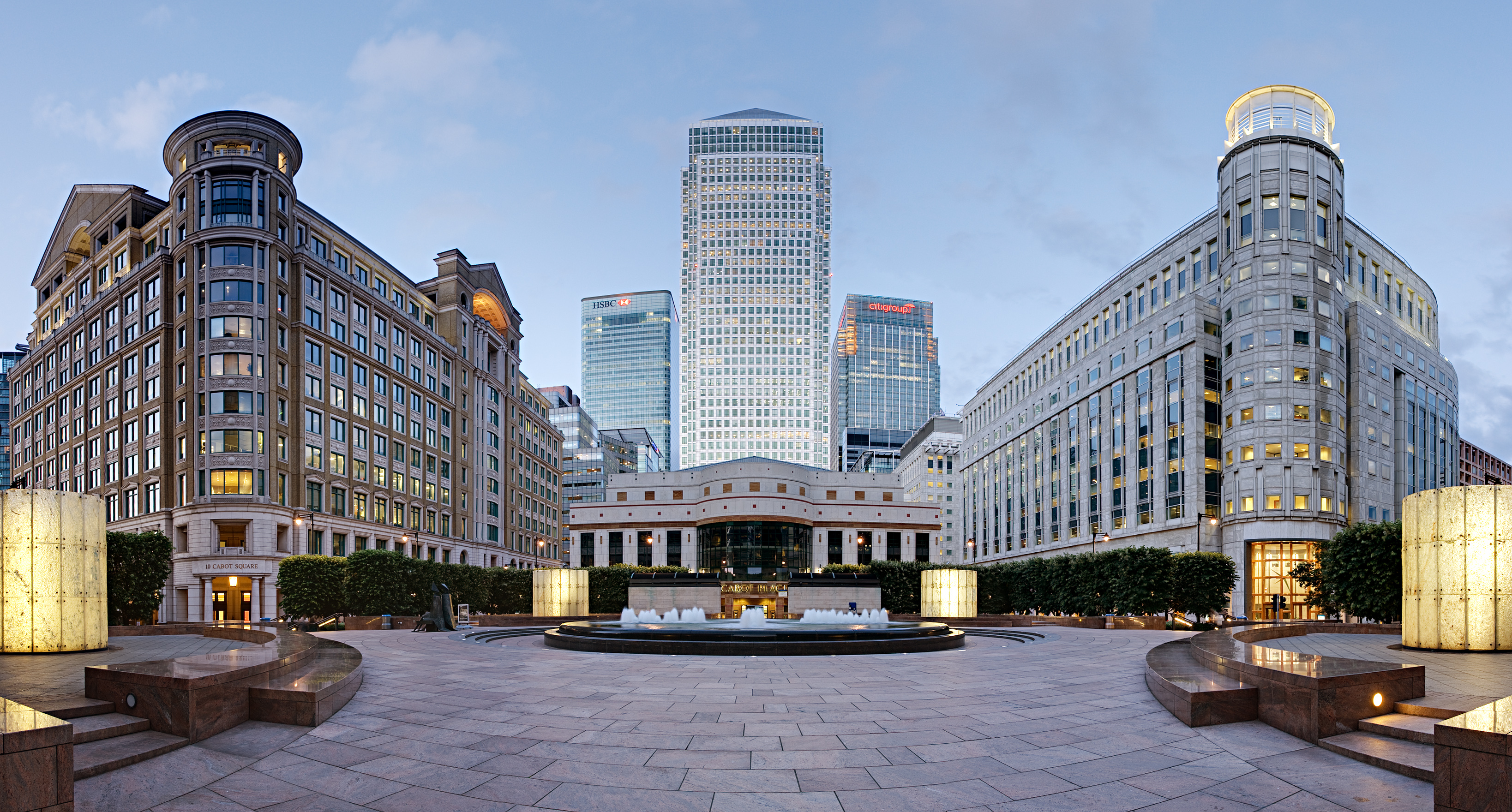
Els tres gratacels més alts de Canary Wharf vistos des de la Cabot Square. On hi tenen la seu empreses com HSBC i Clifford Chance.

Londres és un dels majors centres pels negocis internacionals i el comerç, i és un dels tres "centres de comandament" de l'economia mundial (juntament amb Nova York i Tòquio). Londres és la 6a ciutat amb una economia més gran del món, després de Tòquio, Nova York, Los Angeles, Chicago i París. Com a centre bancari més gran del món, amb un 50% de l'activitat del sector a Europa, i com a segona ciutat en economia, Londres genera cada any el 20% del PIB del Regne Unit. (o $446.000 milions el 2005); mentre que l'economia de tota l'àrea metropolitana (la més gran d'Europa) genera aproximadament un 30% del PIB del Regne Unit (s'estima que uns $669.000 milions el 2005.)
Londres va evolucionar cap a una economia majorment basada en els serveis més aviat que altres ciutats europees, en particular just després de la Segona Guerra Mundial. L'èxit de Londres en l'economia de serveis i com a centre de negocis s'atribueix a diversos factors, com que l'anglès és la llengua nativa i dominant dels negocis, la seva antiga posició privilegiada com a capital de l'Imperi Britànic, una estreta relació amb els EUA i diversos països asiàtics. Altres factors són que la llei anglesa és la més important i la més utilitzada en contractes de negocis internacionals, i la multiculturalitat de la infraestructura.
Polítiques governamentals com la de baixos impostos, especialment a estrangers (els residents no domiciliats a la Gran Bretanya no són gravats en els seus guanys exteriors), un entorn amigable pels negocis, una bona infraestructura de transports, en particular la indústria de l'aviació. I una economia desregulada amb poca intervenció per part del govern han contribuït a fer que l'economia de Londres hagi esdevingut més centrada en els serveis.
Més del 85% (3.2 milions) de la població ocupada del gran Londres treballa en la indústria dels serveis. Un altre mig milió d'empleats residents al gran Londres treballa en la manufactura i la construcció, gairebé dividits equitativament entre ambdós. En les tres últimes dècades hi ha hagut una caiguda significativa en el nombre de gent treballant en les indústries manufactureres de Londres, sobretot com a resultat de la competició amb regions de menor cost, però també a conseqüència de millores en la tecnologia i els processos.
Tot i així, encara hi ha més de 15.000 empleats en negocis manufacturers, com ara el del vestir, impremta, metalls fabricats, mobles i productes fets en fusta, i menjar i beguda. També hi ha un fort creixement en el sector del reciclatge i del medi ambient.
A Londres encara hi prospera una bona base manufacturera a causa de la seva situació geogràfica i de l'accés a mercats molt grans, de la gran base científica i del coneixements, els actius físics, la seva diversitat, i el rol que té com a centre d'indústries creatives i de disseny.
A la City de Londres es troben el Banc d'Anglaterra, la Borsa de Londres i el mercat d'assegurances Lloyd's of London. Al voltant de la meitat de les cent companyies que cotitzen a l'índex borsari FTSE 100 i entorn d'un centenar de les cinc-centes empreses més grans d'Europa tenen la seva seu a Londres. A més, el 70 % de les empreses del FTSE 100 estan localitzades dins de l'àrea metropolitana de la ciutat i el 75% de les empreses de la llista Fortune 500 tenen oficines a Londres.
A més dels serveis professionals, a Londres es concentren moltes empreses del sector dels mitjans de comunicació i la indústria de la distribució de mitjans de comunicació és el segon sector més competitiu de l'economia de la ciutat. La BBC té molts treballadors, encara que solament és una de les moltes empreses del sector amb seu al voltant de la City. Així mateix, molts periòdics britànics s'editen a Londres. L'urbs és un centre comercial molt important i el 2010 va tenir majors vendes al detall no alimentàries que qualsevol altra ciutat del món. El Port de Londres és el segon més gran del país i gestiona 45 milions de tones de mercaderies tots els anys.
Londres té cinc grans districtes de negocis: The City, Ciutat de Westminster, Canary Wharf, Camden & Islington i Lambeth & Southwark. Una manera de veure la seva importància relativa és mirar els seus espais d'oficina: el Gran Londres tenia 27 milions de m² d'espai d'oficines el 2001, vuit d'ells solament a la City. D'altra banda, la ciutat té alguns dels preus immobiliaris més alts del món.
Londres és una destinació turística molt popular, per la qual cosa aquesta és una de les seves principals indústries: 350.000 persones treballaven a temps complet en el sector turístic el 2003, un sector que deixa anualment a la ciutat uns quinze mil milions de lliures. Tots els anys visiten la capital britànica uns 17 milions de turistes, la qual cosa la converteix en la ciutat europea més visitada.

## Transport

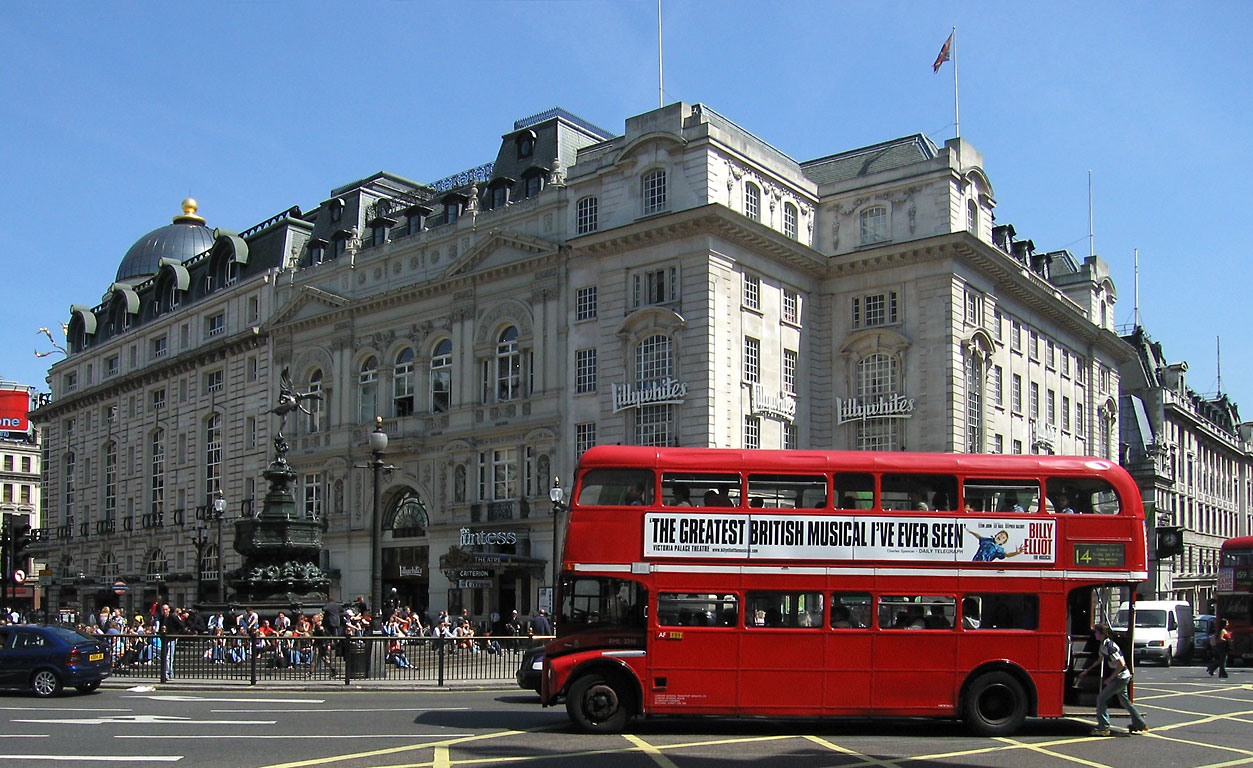
L'autobús Routemaster, vermell i de dos pisos, és un símbol icònic de Londres.

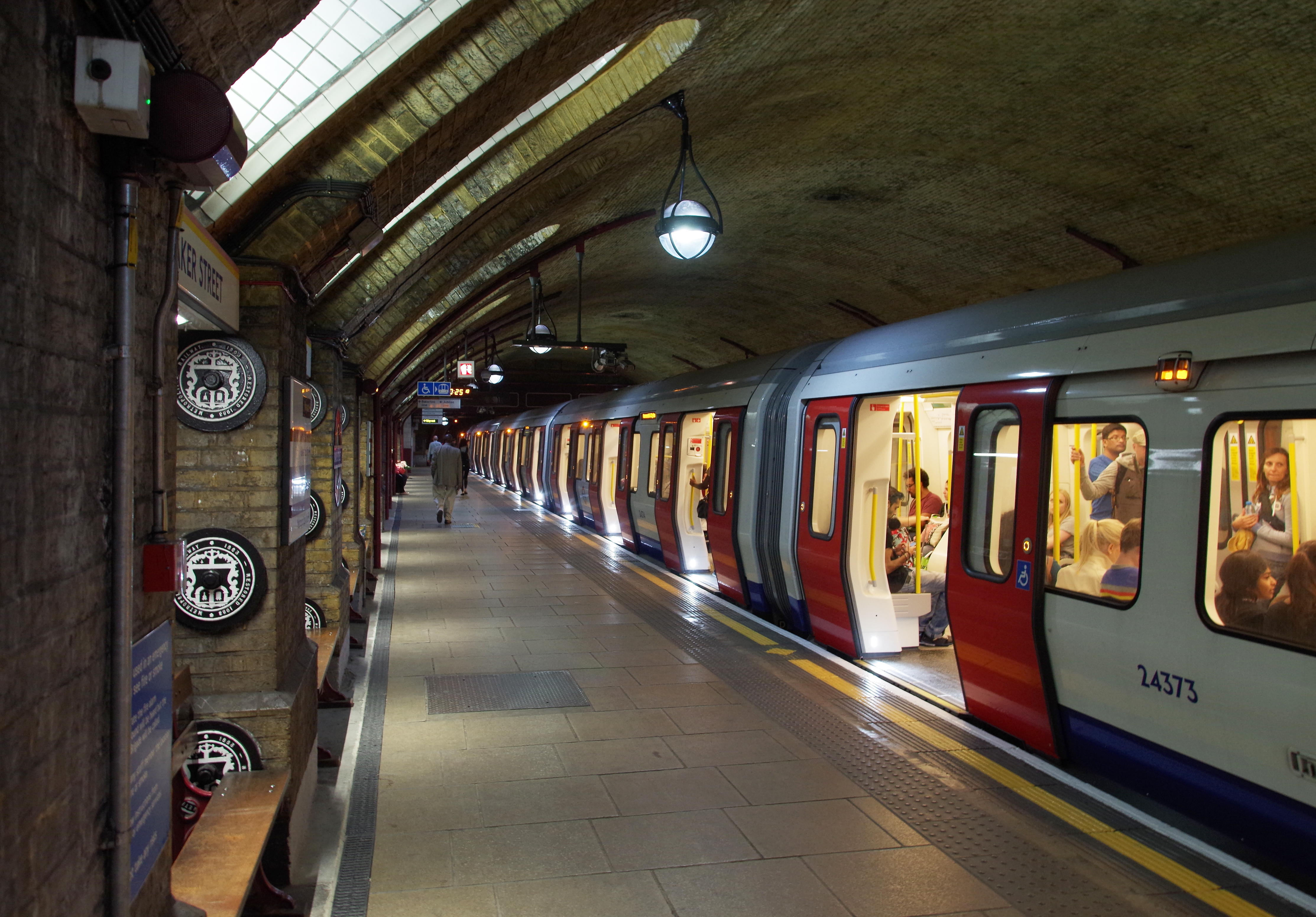
El metro de Londres, conegut com The Tube, és el més antic del món i el segon més extens.

El transport per ferrocarril és gestionat per la National Rail i el transport per terra i per ferrocarril metropolità de Londres és gestionat per la corporació Transport per Londres (en anglès Transport for London), que consisteix en:

### Transport ferroviari
- - Metro de Londres (en anglès London Underground):
    - BCV: Bakerloo, Central i Victoria.
    - JNP: Jubilee, Northern i Piccadilly.
    - SSR (Sub Surface Railway): Metropolitan, District, Circle, Hammersmith & City i Waterloo & City

  - London Rail:
    - London Overground
    - London Trams
      - Tramlink
      - Cross River Tram (proposta)

    - Docklands Light Railway

El metro de Londres —conegut col·loquialment com The Tube— és el més antic i el segon més extens del món. Va entrar en funcionament el 1863 i en l'actualitat té 270 estacions. En els seus inicis va ser construït i posat en funcionament per diverses companyies privades i va tenir la primera línia de metro de tracció elèctrica del món, la City & South London Railway. Tots els dies usen el metro londinenc tres milions de passatgers, entorn de mil milions a l'any. Un programa d'inversions està intentant resoldre els seus problemes de congestió i fiabilitat, malgrat la qual cosa Londres ha estat elogiada per ser la ciutat amb el millor transport públic. El sistema de tren lleuger Docklands Light Railway, que va començar a funcionar el 1987, és un segon sistema de metro, més local, que usa trens més petits i lleugers per a trajectes entre London Docklands i Greenwich.

### Transport per terra
- - London Buses
  - Victoria Coach Station
  - London River Services

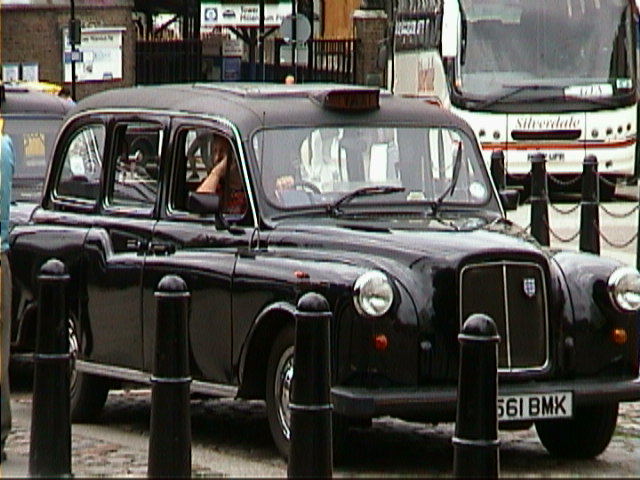
Un dels famosos taxis de Londres.

  - Taxis (en anglès Taxicabs o black cabs)
  - London Streets
  - London Dial-a-Ride
  - Zones de peatges per a vehicles motoritzats:
    - Peatge de congestió de Londres
    - London low emission zone

### Aeroports
Londres té sis aeroports:

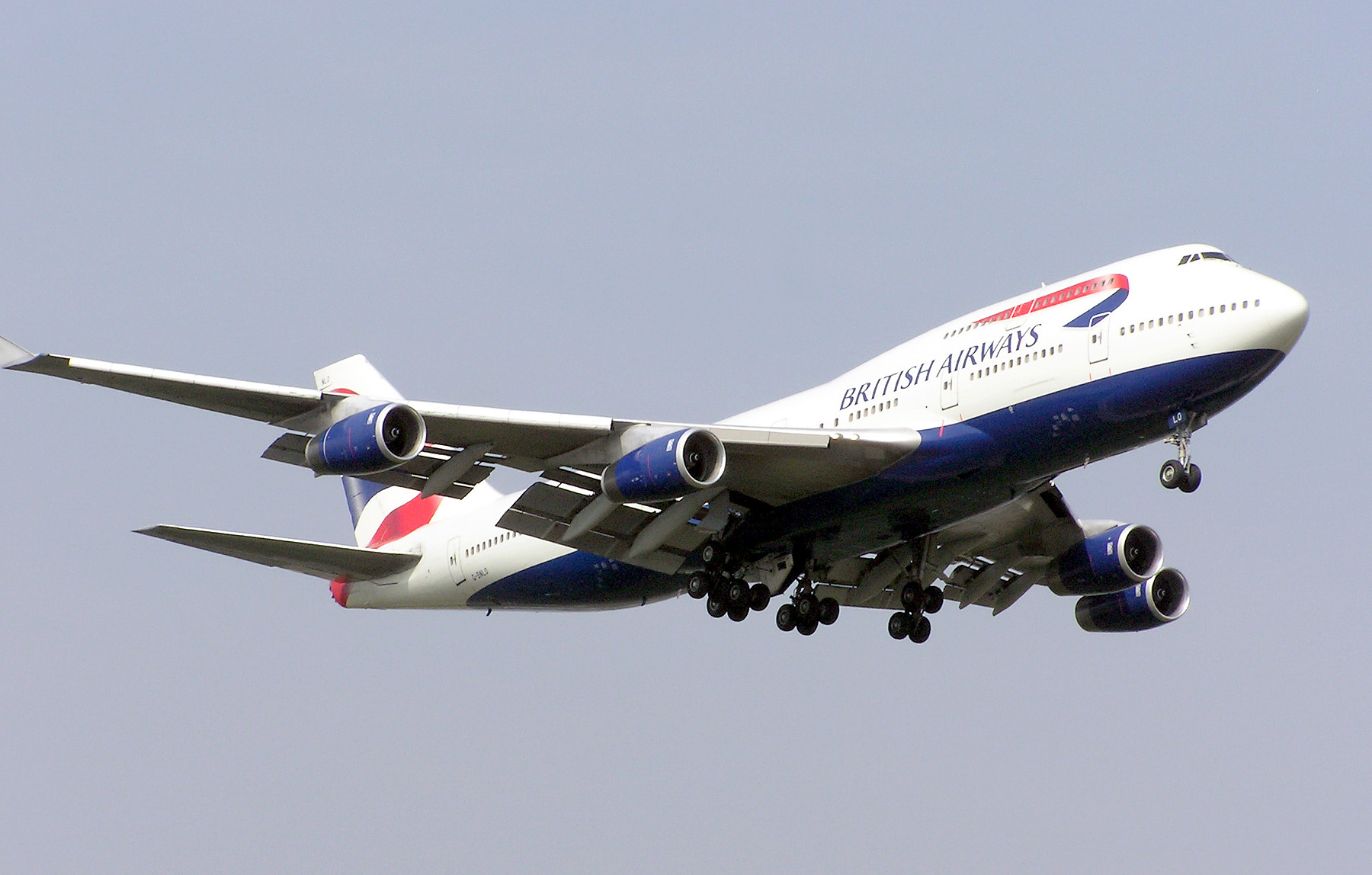
Avió de British Airways sortint de Heathrow.

- Heathrow - El principal per als vols internacionals, a 24 km del centre i dins del Gran Londres, juntament amb l'aeroport de la City. Funciona com a escala d'algunes de les companyies aèries més grans (British Airways, Virgin Atlantic, British Midland, i té 5 terminals, l'última de les quals va ser inaugurada el març de 2008. L'any 2005, prop de 67,9 milions de passatgers[56] han passat per aquest aeroport, posant-lo d'aquesta manera en el primer lloc com a aeroport més utilitzat d'Europa.
- Gatwick - El segon en importància, és escala de companyies importants i de quasi totes les de baix cost. Està situat a 48 km al sud de Londres i posseeix 2 terminals. L'any 2005, 31,5 milions de passatgers van utilitzar aquest aeroport.
- Stansted - Està dedicat en particular als vols interns. Es troba a 56 km al nord-est de la ciutat, i també és utilitzat per alguna companyia de baix cost com Ryanair per a vols internacionals. L'any 2005, 20,9 milions de passatgers van utilitzar aquest aeroport.
- Luton - També està dedicat a vols interns i internacionals de baix cost. Aquest petit aeroport està situat a 56 km al nord de la ciutat, i el 2005 va veure passar 7 milions i mig de passatgers. El govern està tramitant un projecte d'ampliació per tal de quadruplicar el nombre de passatgers vers el 2030.
- City - Està principalment dedicat als viatges en jet privat, a causa de la mida de la seva pista. Aquest petit aeroport està situat a 10 km del centre de la ciutat, dins del Gran Londres, juntament amb el de Heathrow. Prop d'1,9 milions de passatgers van utilitzar aquest aeroport l'any 2005.
- Southend - És el més petit i allunyat de Londres. Està situat a 64 km a l'est de la ciutat, en un punt proper a la costa. Va ser creat com a aeroport militar, i gestiona pocs vols, alguns dels quals internacionals, però sense arribar ni tan sols a mil passatgers a l'any. Les seves dimensions modestes el permeten ser el més ràpid en temps de check-in. Està previst un projecte d'ampliació que el portaria a ser utilitzat per 2 milions de passatgers a l'any.

## Educació

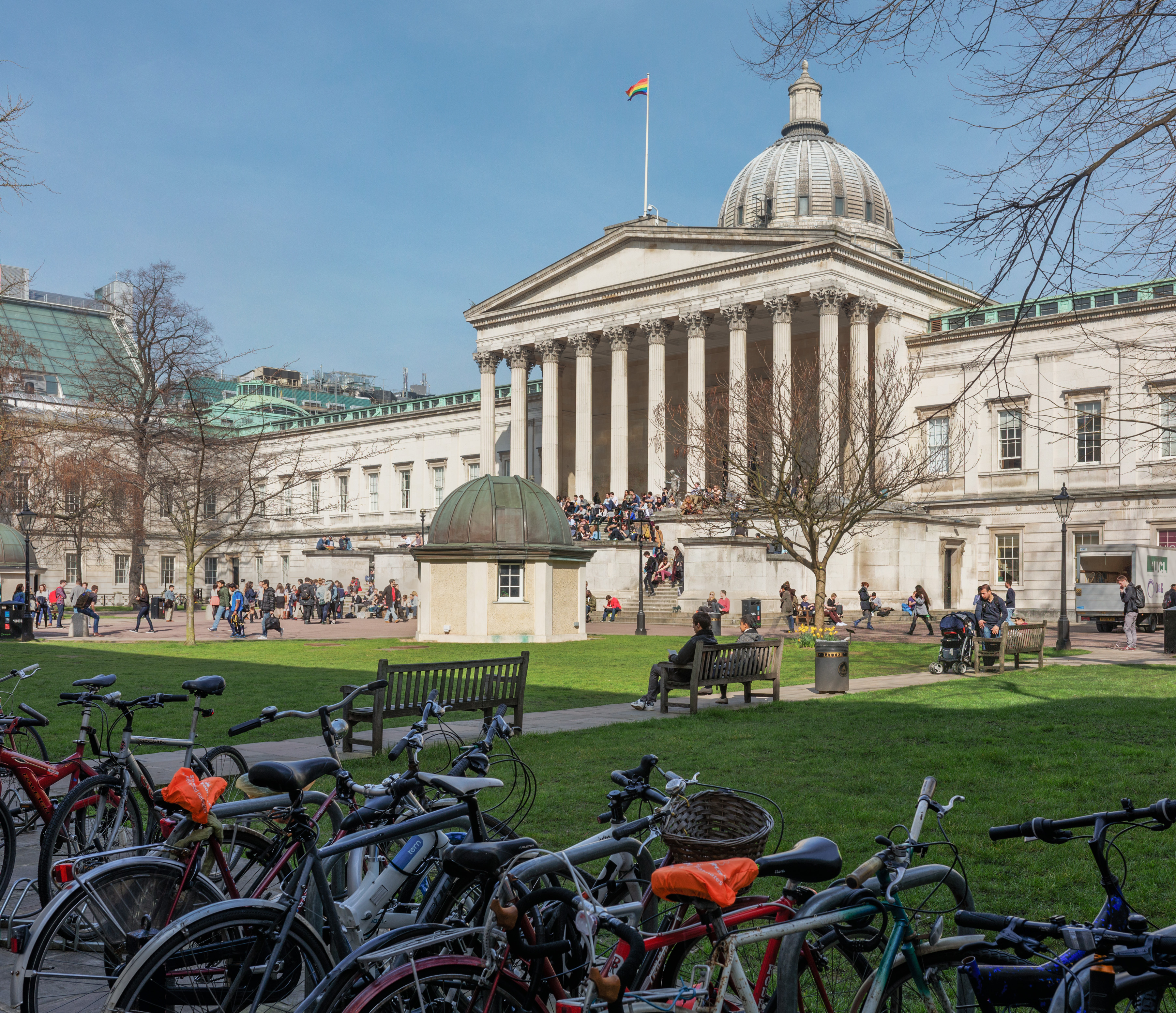
L'edifici Wilkins del University College de Londres.

### Educació primària i secundària
La major part dels centres educatius de primària i secundària de Londres són públics i estan controlats pels respectius municipis de la ciutat. Existeixen a més molts centres privats, alguns molt antics i prestigiosos com City of London School, Harrow School, St Paul's School, University College School, Highgate School i Westminster School.

### Educació superior
Londres és una ciutat amb gran pes al món de l'educació superior i la recerca, i les seves 43 universitats conformen la major concentració de centres d'estudis superiors de tot Europa. En el curs 2008-09 la ciutat va tenir una població universitària que rondava els 412.000 estudiants, aproximadament el 17 % de tot el país, dels quals 287.000 estaven registrats en carreres universitàries i 118.000 en estudis de postgrau. En aquest mateix curs escolar va haver-hi 97.150 estudiants estrangers a Londres, la qual cosa suposava un 25 % de tots els del Regne Unit.
A Londres estan algunes de les institucions educatives més prestigioses del món. En la llista QS World University Rankings elaborada el 2023, l'Imperial College London estava en el 6è lloc, l'University College de Londres en el 9è lloc, el King's College de Londres en el 40è, i The London School of Economics and Political Science (LSE) en el 45è.

## Cultura

### Oci i entreteniment

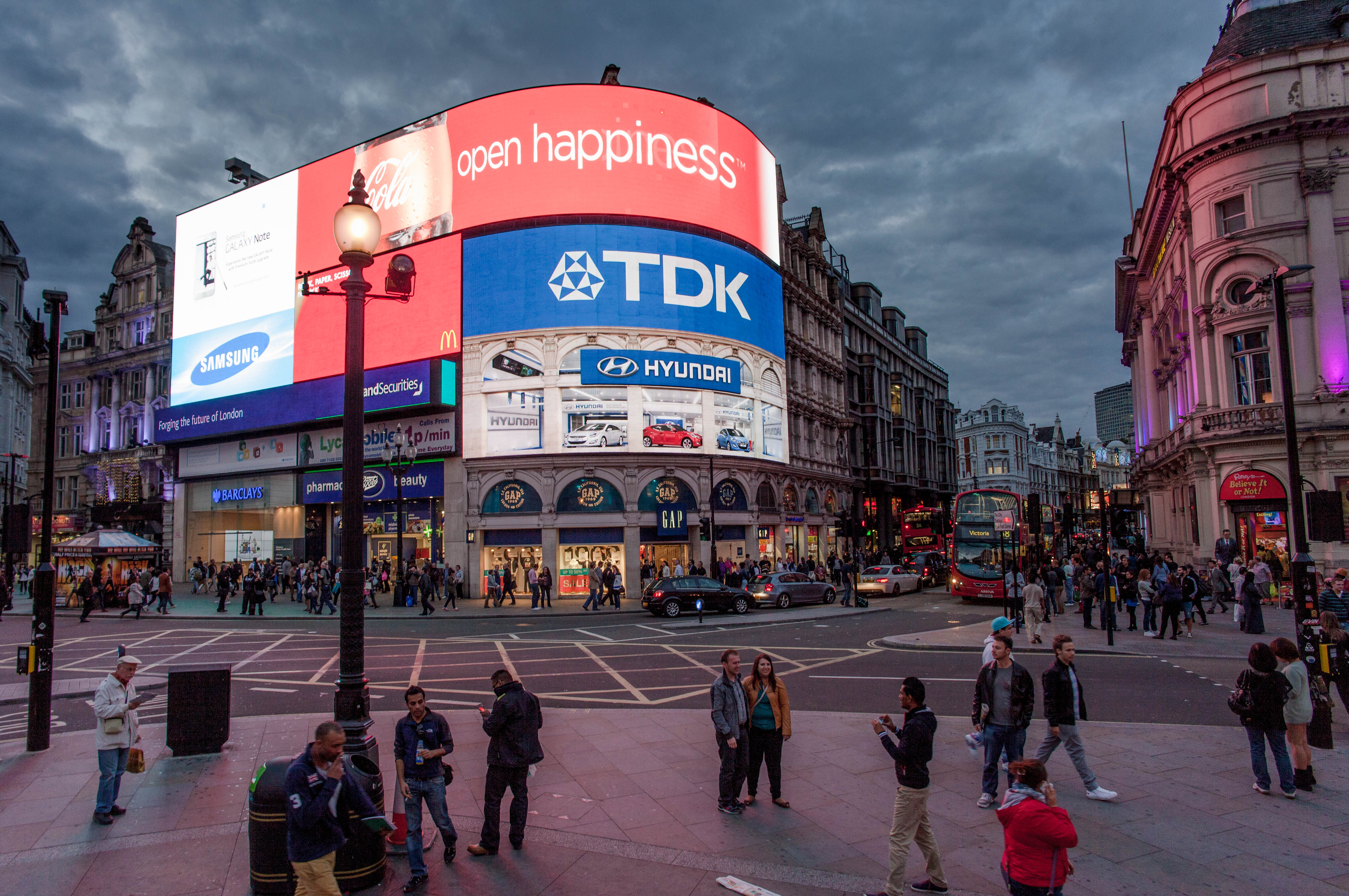
Piccadilly Circus és la major plaça animada del centre de Londres.

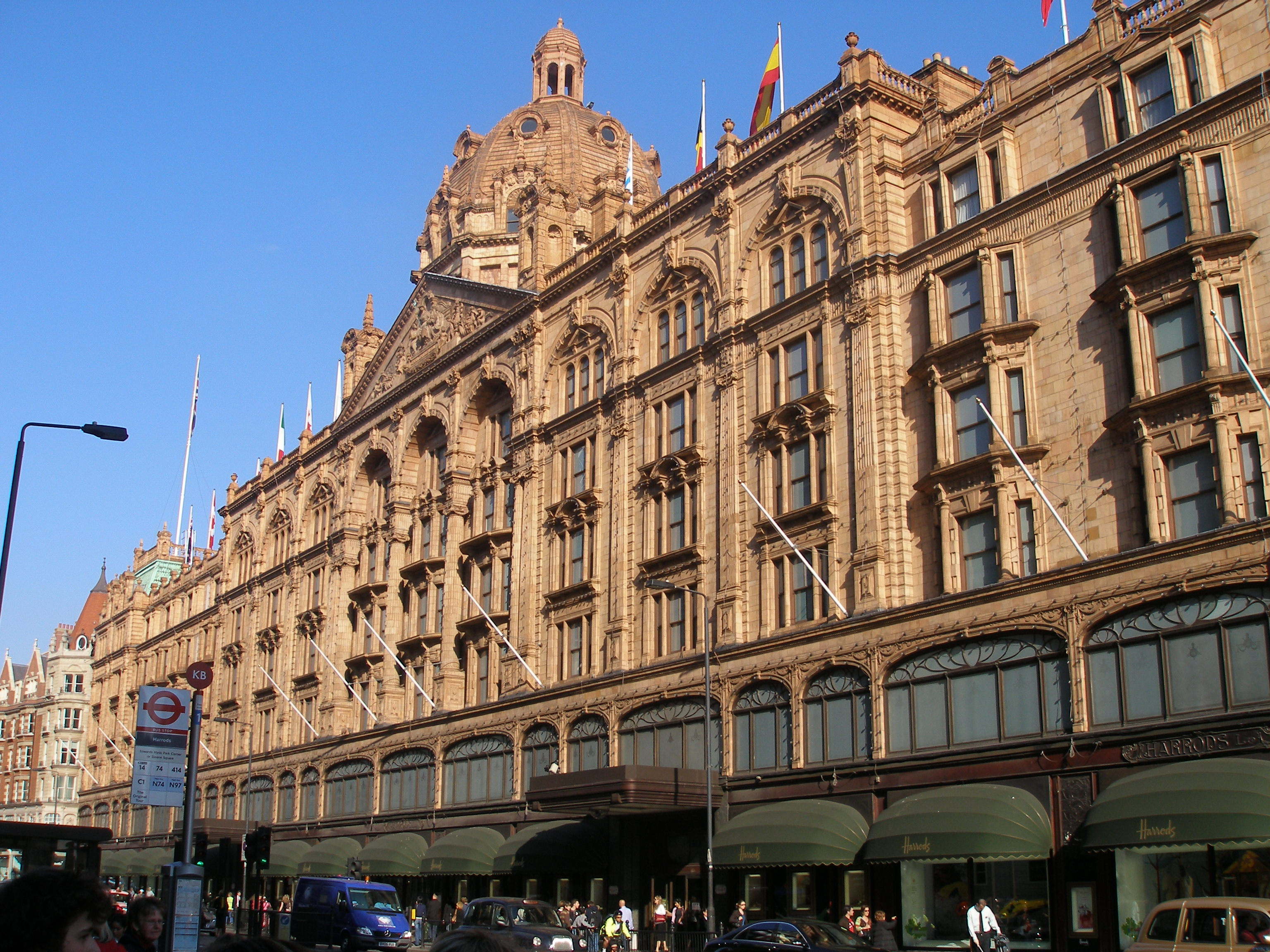
Façana dels magatzems Harrods, a Knightsbridge.

Dins de la ciutat de Westminster està el districte de l'entreteniment del West End, que té el seu centre a Leicester Square, el lloc en què se celebren les estrenes cinematogràfiques a Londres, i Piccadilly Circus, recognoscible pels seus anuncis lluminosos gegants. Allà estan els teatres del West End, cinemes, bars, clubs i restaurants, a més del districte de Chinatown a l'àrea del Soho. Just a l'est es troba Covent Garden, una zona de botigues de roba. La ciutat és la llar del cèlebre compositor teatral Andrew Lloyd Webber, els musicals del qual han dominat en els teatres del West End en les últimes dècades del segle xx. A Londres estan el Ballet Reial, l'English National Ballet, la Royal Opera i l'English National Opera, que exhibeixen els seus espectacles en la Royal Opera House, el London Coliseum, el Teatre de Sadler's Wells i el Royal Albert Hall.
La Upper Street, un carrer d'una milla de longitud en el districte d'Islington que s'estén cap al nord des de The Angel, és el carrer amb més bars i restaurants del Regne Unit. L'Oxford Street concentra més botigues que qualsevol altra zona d'Europa en un carrer d'1,6 km de longitud i s'hi troben molts grans magatzems, entre ells el pioner de la cadena Selfridges. A Knightsbridge, al sud-oest, està el primer dels famosos magatzems Harrods.

### Museus i galeries d'art

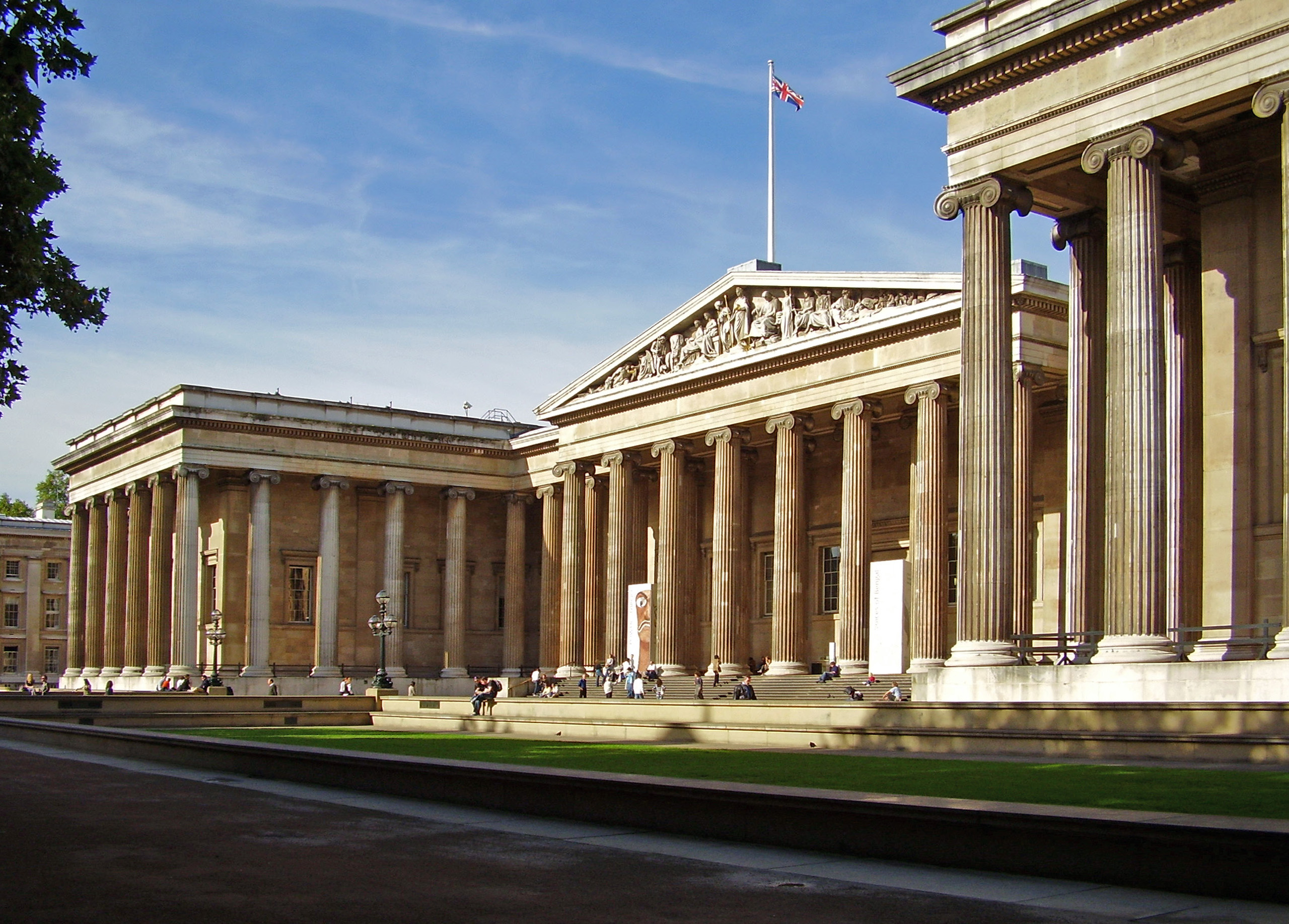
El Museu Britànic.

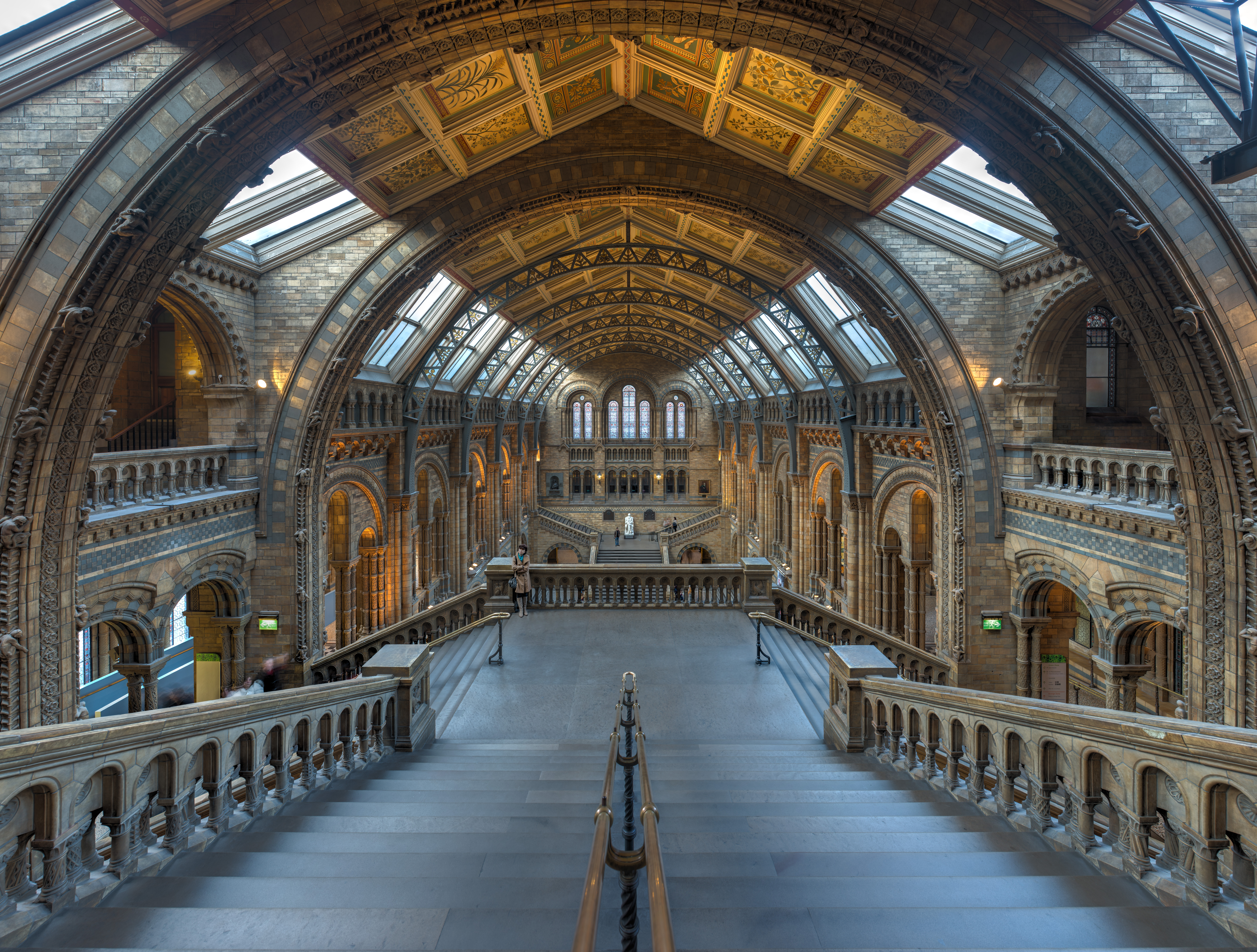
El Museu d'Història Natural de Londres és un dels llocs més visitats pels turistes.

A Londres hi ha molts museus, galeries i altres institucions culturals, alguns dels quals són grans atraccions turístiques a més de complir amb un paper investigador. El primer fundat va ser el Museu Britànic, a Bloomsbury, l'any 1753. Aquest museu va contenir al principi antiguitats, espècimens d'història natural i la biblioteca nacional, però en l'actualitat té uns fons amb set milions de peces de tot el món. El 1824 es va fundar la National Gallery per albergar la col·lecció nacional britànica de pintura occidental, una institució que avui ocupa un lloc preeminent a Trafalgar Square. En la segona meitat del segle xix es va crear Albertpolis, a South Kensington, una àrea esquitxada d'institucions culturals i científiques, entre elles tres grans museus nacionals britànics: el Museu de Victòria i Albert, el Museu d'Història Natural i el Museu de Ciències. La galeria nacional d'art britànic s'exposa a la Tate Britain, creada el 1897 com a annex de la National Gallery. La Tate Gallery, com era coneguda abans, també es va convertir en un important museu d'art contemporani i l'any 2000 la seva col·lecció va ser traslladada a la Tate Modern, una nova galeria d'art situada en la reformada central d'energia de Bankside.

## Característiques urbanes

### Arquitectura

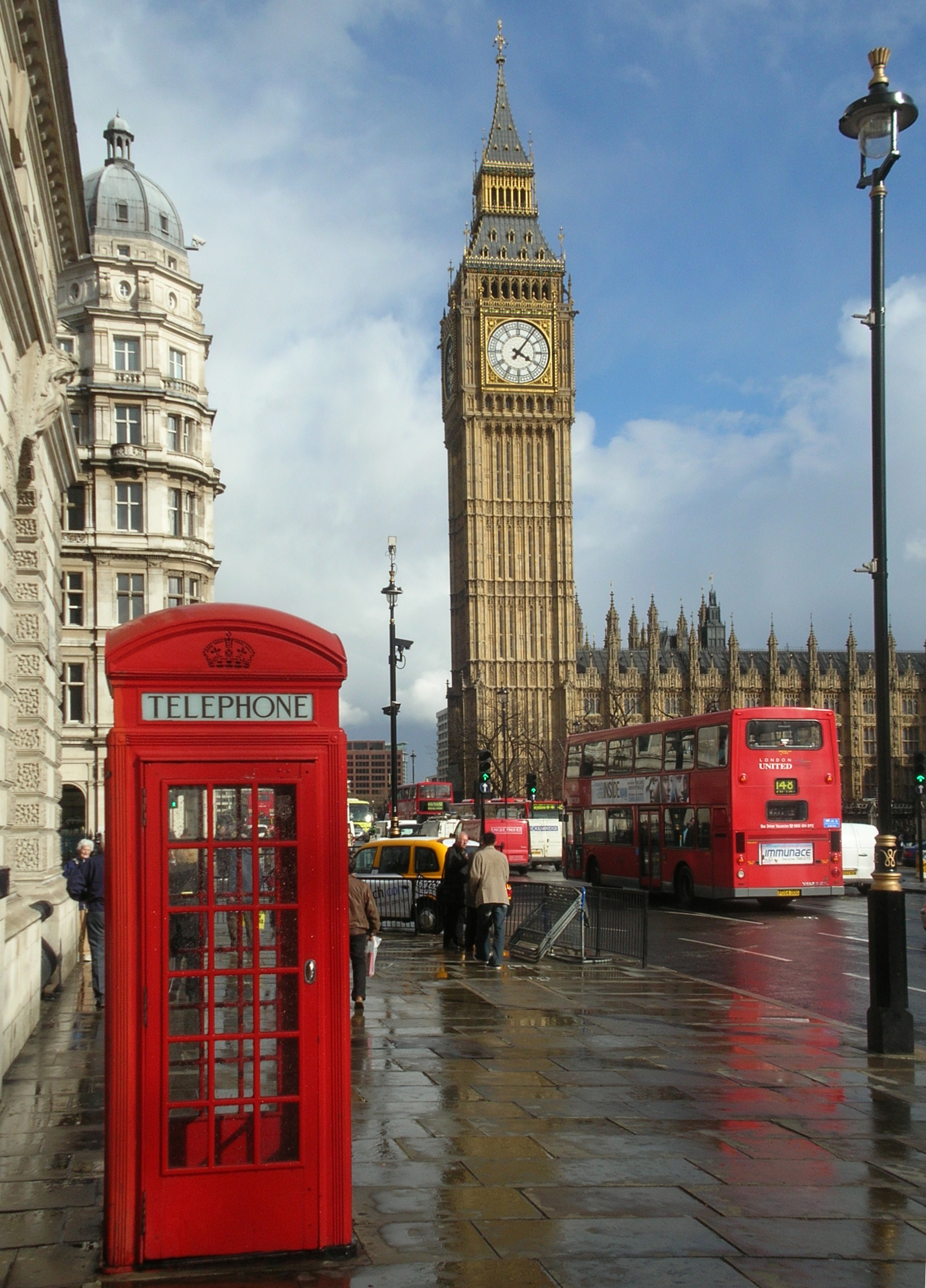
Tres icones de Londres: el Big Ben, la cabina telefònica de color vermell i l'autobús de dos pisos.

L'arquitectura londinenca és molt heterogènia i, per tant, no està caracteritzada per cap estil particular, en part a causa de les diverses èpoques al fet que pertanyen els edificis de la ciutat. Moltes grans cases i edificis públics, com la National Gallery, estan construïts amb pedra de Portland. Algunes àrees de la ciutat, en particular la que està a l'oest del centre, es caracteritzen per les seves façanes estucades o emblanquinades. Al centre de la ciutat queden molt poques estructures anteriors al Gran Incendi de 1666: una mica de l'època romana, la medieval Torre de Londres i algunes construccions del període Tudor. D'aquesta última època data el palau de Hampton Court, el palau Tudor més antic que sobreviu a Anglaterra i que va ser manat construir pel cardenal Thomas Wolsey cap a l'any 1515. Les esglésies dissenyades per Christopher Wren a finals del segle xvii, les institucions financeres dels segles xviii i xix com el Royal Exchange i el Banc d'Anglaterra, la cort de justícia Old Bailey d'inicis del segle xx o l'edifici residencial Barbican Estes de la dècada de 1960 conformen part d'una variada herència arquitectònica.

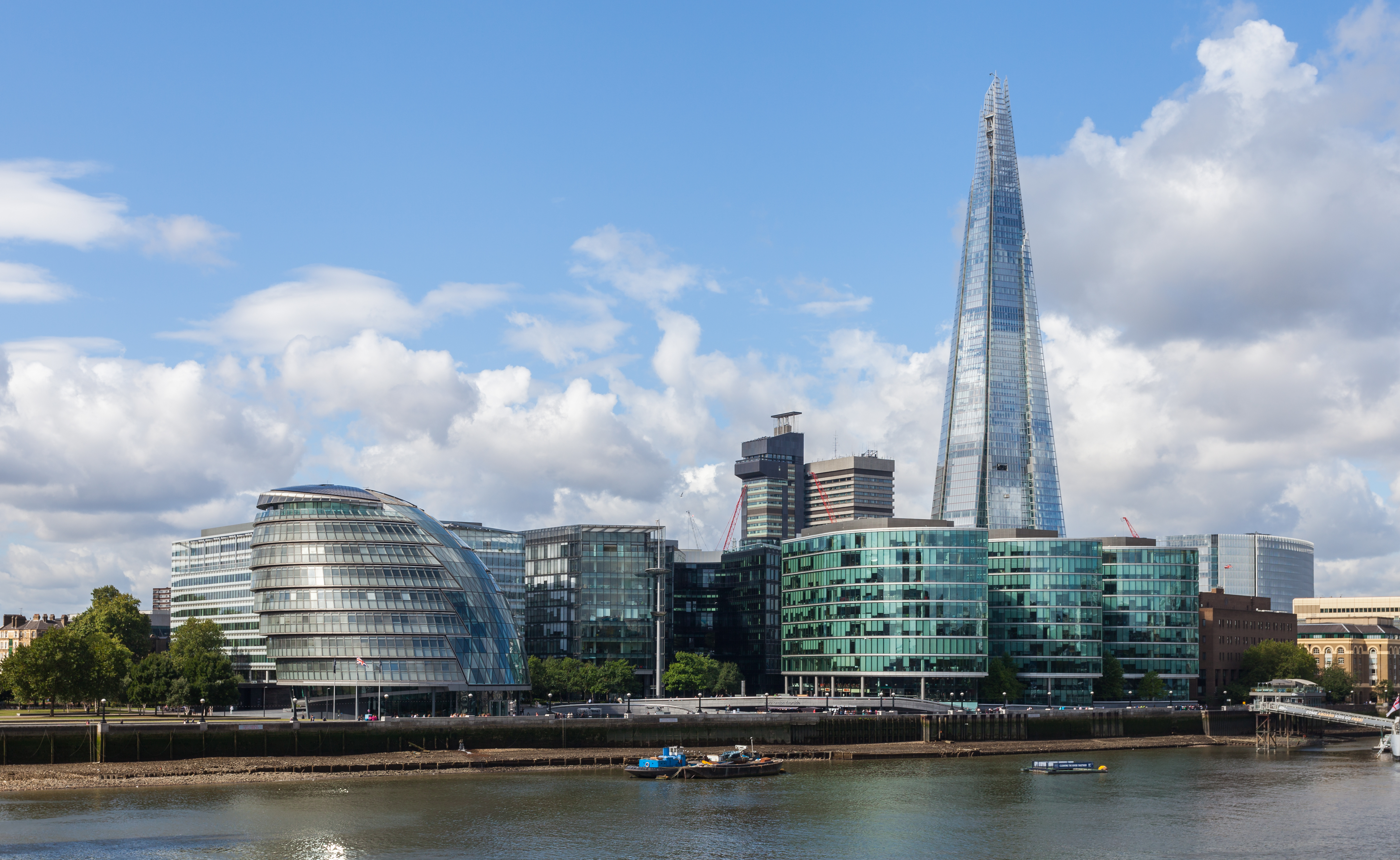
L'Ajuntament de Londres (esquerra) i el gratacel The Shard, el més alt de la ciutat.

També són interessants la Battersea Power Station, construïda el 1939 al sud-oest al costat del Tàmesi i avui en desús, i algunes estacions de tren d'estil victorià com St. Pancras i Paddington. El Monument al Gran incendi de Londres, una columna que s'aixeca en plena City a prop del lloc en què es va iniciar el foc i que ofereix unes espectaculars vistes de la zona circumdant, el Marble Arch i l'Arc de Wellington, situats al nord i al sud de Park Lane respectivament, l'Albert Memorial i la Royal Albert Hall, que tenen connexions amb la reialesa, són altres particularitats arquitectòniques de Londres. La Columna de Nelson a Trafalgar Square és una icona de la ciutat i un símbol nacional. D'altra banda, són molt habituals els edificis de maó vist amb tons ataronjats i vermellosos, en algunes ocasions decorats amb motllures de guix blanc.
A les zones més densament poblades s'aixequen edificis de mitjana i gran altura. Els gratacels més alts de la ciutat, com el de 30 St Mary Axe, la torre Broadgate, Tower 42 i One Canada Square, es troben a les zones financeres, la City i Canary Wharf. Les edificacions de gran altura estan restringides en algunes zones per no obstruir la visió d'icones com la catedral de Sant Pau i altres edificis històrics. Malgrat això, al centre de Londres s'han aixecat alguns edificis de gran altura, com The Shard, que és un dels edificis més alts de tot Europa. Altres construccions notables erigides en els últims temps són l'Ajuntament, situat a Southwark i amb una peculiar forma oval, la Biblioteca Britànica o l'antic Millennium Dome, que en l'actualitat funciona com a edifici multiusos amb el nom d'O2 Arena.

### Parcs i jardins

St. James's Park.

Els tres parcs més grans del centre de Londres són els Parcs Reials: Hyde Park, els propers Jardins de Kensington a l'oest del centre de la ciutat i Regent's Park, cap al nord. Dins d'aquest últim està el Zoològic de Londres, el zoològic científic més antic del món, i no gaire lluny el famós museu de cera Madame Tussauds. Prop del centre de Londres es troben els més petits parcs reials de Green Park i St. James's Park.
Hyde Park és un lloc popular per practicar esport i de tant en tant alberga concerts a l'aire lliure. Allunyats del centre de la ciutat hi ha diversos parcs més, entre ells Greenwich Park al sud-est, Bushy Park i el Parc Richmond (el més gran) al sud-oest i Victoria Park a l'est. Primrose Hill, al nord de Regent's Park, és un pujol popular per observar el panorama urbà.
A Londres hi ha a més altres espais oberts seminaturals, cas de Hampstead Heath al nord de la ciutat, i el bosc d'Epping al nord-est, amb una superfície de 2.476 hectàrees. Dins de Hampstead Heath està el palau de Kenwood House, un lloc popular pels seus concerts de música clàssica a l'estiu al costat del llac que atreuen a milers de persones tots els caps de setmana per gaudir de la música, el paisatge i els focs artificials. El bosc d'Epping, per la seva banda, és lloc habitual per realitzar activitats esportives com a bicicleta tot terreny, senderisme, muntar a cavall, jugar al golf o pescar.

## Esports

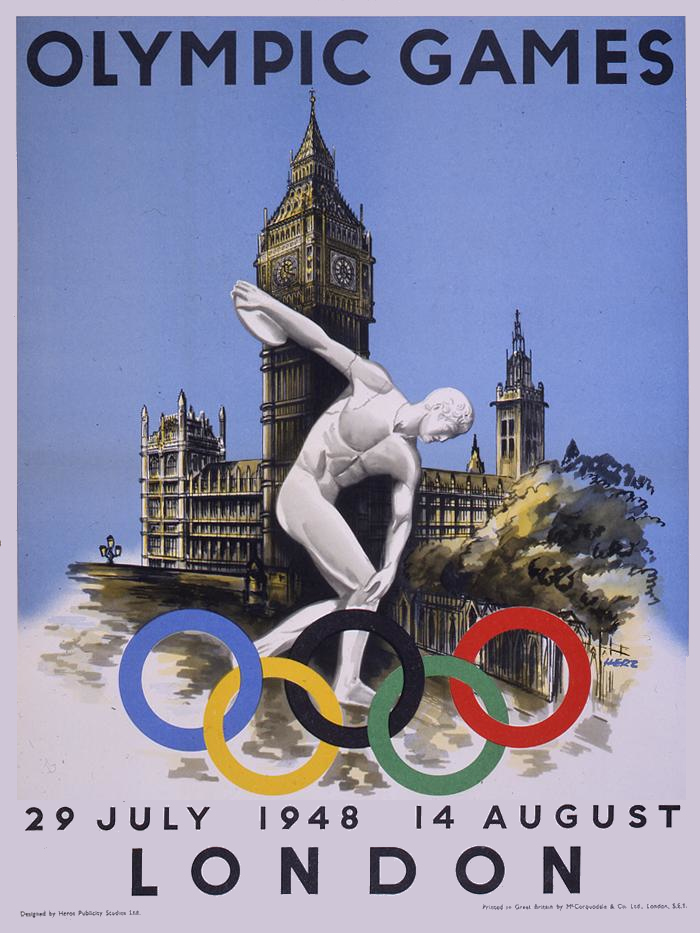
Cartell dels Jocs Olímpics de Londres 1948.

Londres ha organitzat tres Jocs Olímpics d'Estiu, en els anys 1908, 1948 i 2012, i és per això la ciutat que més olimpíades ha albergat en l'era moderna. L'any 1934 la capital va organitzar els Jocs de l'Imperi britànic i albergarà el Campionat Mundial d'Atletisme de 2017.
L'esport més popular a Londres és el futbol i la ciutat compta amb catorze equips a la Football League anglesa, sis d'ells a la Premier League: Arsenal, Chelsea, Crystal Palace, Fulham FC, Tottenham Hotspur i West Ham United. Al maig de 2012 el Chelsea es va convertir en el primer club de futbol londinenc a guanyar la Lliga de Campions de la UEFA.
A la capital britànica existeixen cinc equips de rugbi union que competeixen en la màxima competició d'aquest esport a Anglaterra, l'Aviva Premiership: London Irish, Saracens, London Wasps, London Welsh i Harlequins FC, encara que solament els Harlequins i els Saracens juguen a la ciutat, la resta juguen en l'actualitat fora del Gran Londres. L'altre equip de rugbi union professional de la ciutat és el London Scottish F.C., que competeix en el RFU Championship i disputa a Londres els partits que juga a casa. A més la ciutat té altres clubs tradicionals de rugbi union com Richmond F.C., Rosslyn Park F.C., Westcombe Park R.F.C. i Blackheath F.C. El rugbi league també té representació a Londres amb tres equips: London Broncos, London Skolars i el semi professional Hemel Stags.

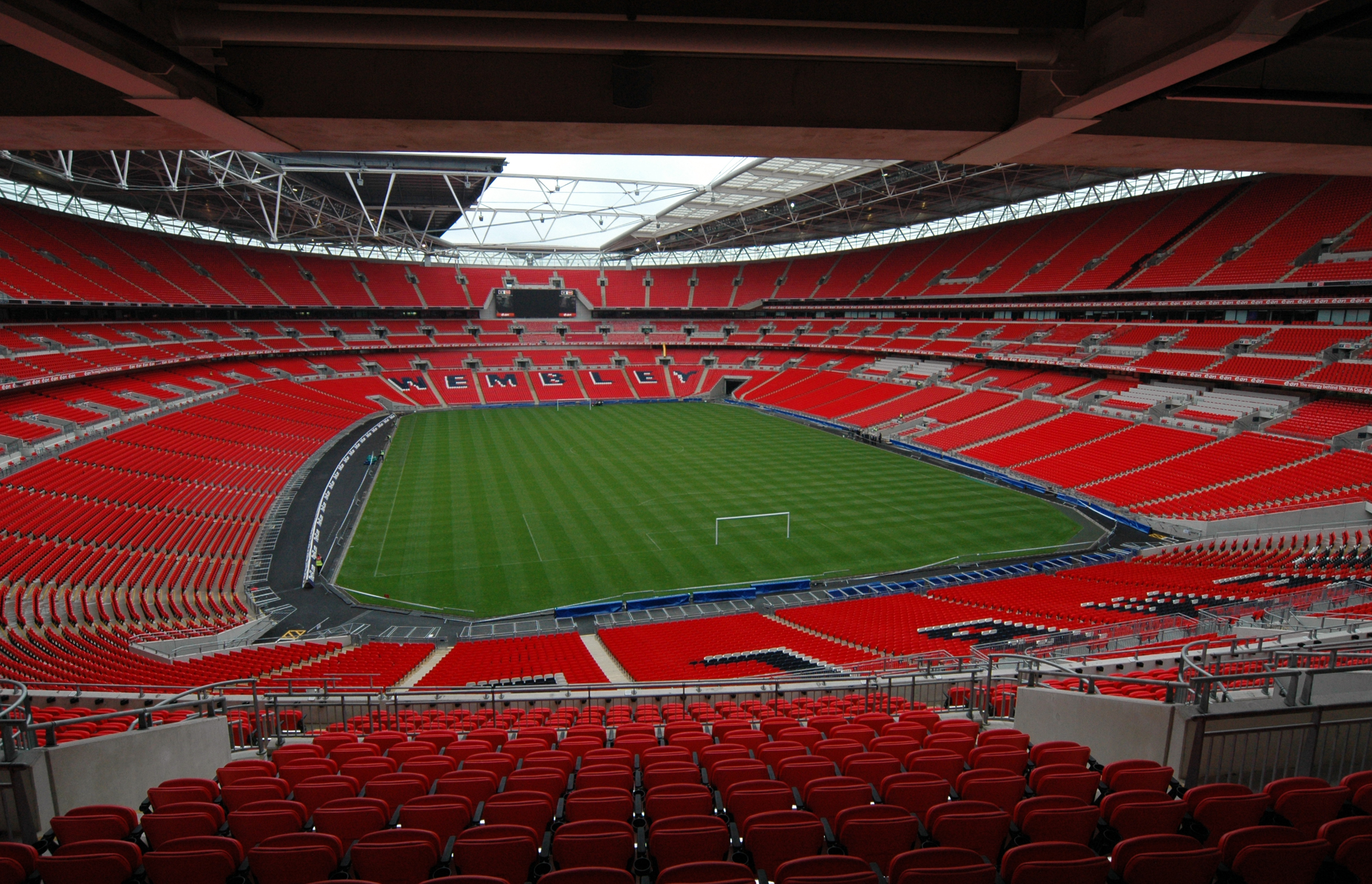
El nou Estadi de Wembley, a Londres, té capacitat per 90.000 espectadors i és el més gran del Regne Unit.

Des de 1924 l'antic estadi de Wembley de Londres va ser el camp en el qual jugava la Selecció de futbol d'Anglaterra. Va ser també la seu de les finals de la FA Cup de futbol i de la Challenge Cup de rugbi league. El nou estadi de Wembley, que té capacitat per 90.000 persones, compleix exactament el mateix propòsit que l'antic. L'estadi de Twickenham, situat al sud-oest de la ciutat i amb aforament per 84.000 persones, és l'estadi nacional de rugbi union.
Una de les competicions esportives anuals més famoses que tenen lloc a Londres és el torneig de tenis de Wimbledon, que se celebra a l'All England Club, al sud-oest de la ciutat en el suburbi de Wimbledon. Altres esdeveniments esportius anuals destacats són la multitudinària marató de Londres, en la qual solen córrer més de 35.000 persones, i la mundialment famosa regata Oxford-Cambridge en el tram del riu Tàmesi que discorre entre Putney i Mortlake. A l'àrea metropolitana de Londres existeixen diversos camps de golf reconeguts internacionalment com el Wentworth Club i el Sunningdale Golf Club.

## Llocs d'interès turístic

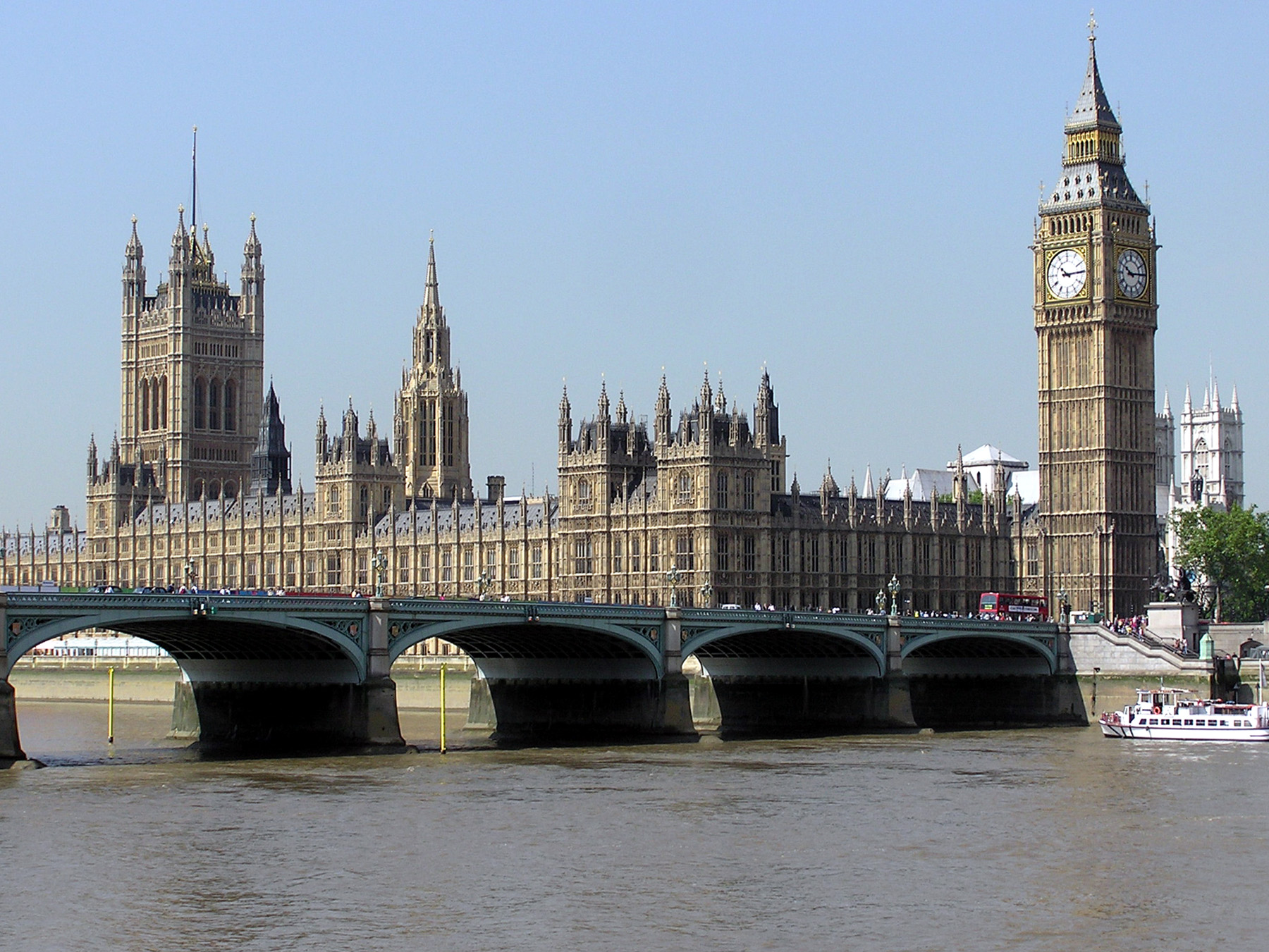
Les cases del Parlament i la torre del Big Ben.

### Palaus
- Admiralty House
- Palau de Buckingham
- Clarence House
- Palau de Kensington
- Palau de Saint James
- Somerset House

### Altres
- Abadia de Westminster
- Catedral de Saint Paul
- Big Ben
- Pont de Londres
- Hyde Park
- Trafalgar Square
- London Eye
- Covent Garden (barri de Londres)
- Royal Opera House
- Royal Albert Hall
- Església de Saint James
- Mercat de Camden Lock
- Mercat de Portobello Road
- Piccadilly Circus
- Churchill War Rooms

## Museus
- Museu Britànic
- Courtauld Gallery
- National Gallery
- National Portrait Gallery
- Museu de Londres sobre la seva història
- Victoria and Albert Museum
- Tate Gallery i Tate Modern
- Madame Tussauds, museu de cera
- Museu de la Casa de Leighton